# Art del Japó

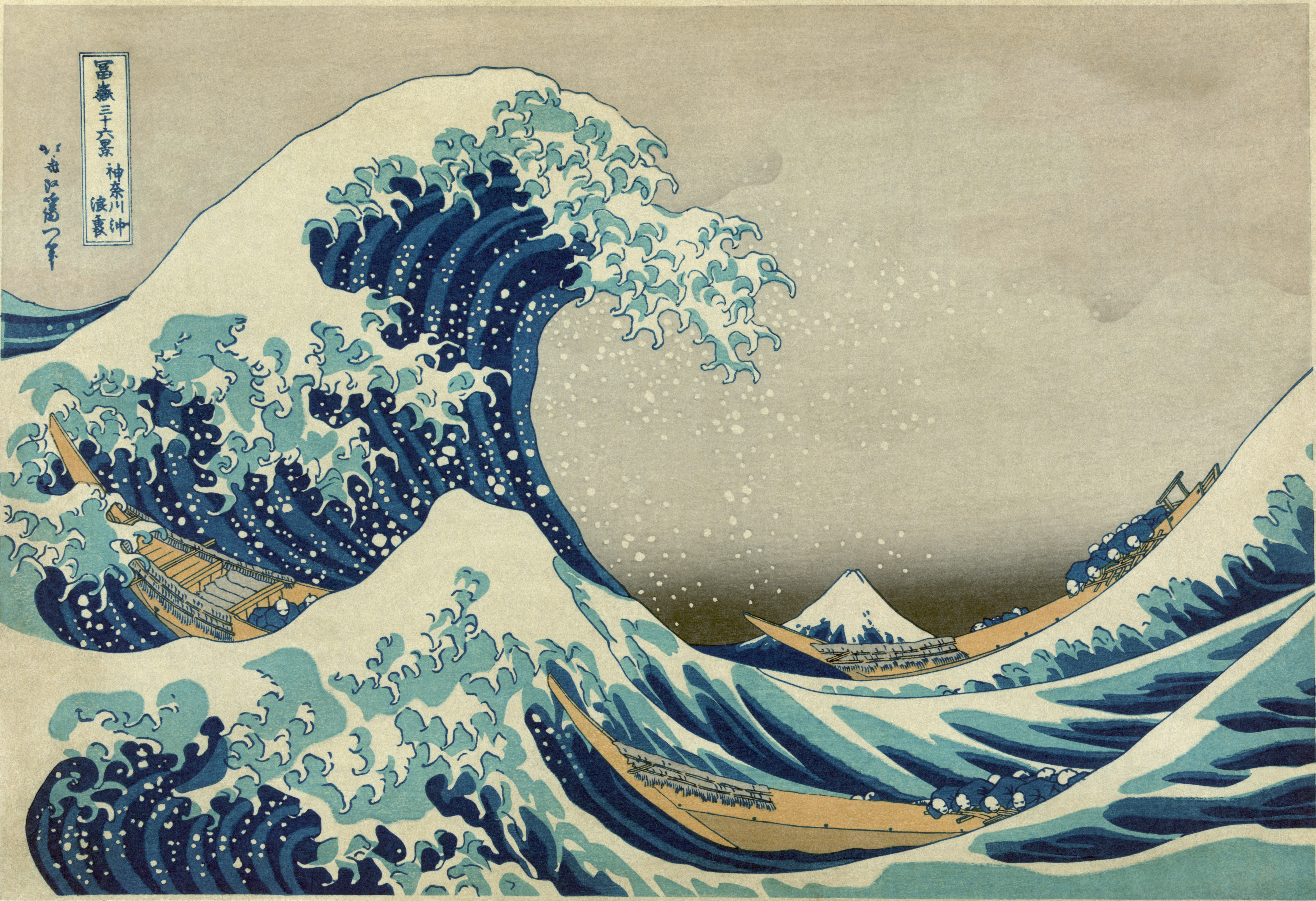
La gran onada de Kanagawa (1830-1833), gravat de Katsushika Hokusai, Metropolitan Museum of Art, Nova York

L'art del Japó és una síntesi de les diferents cultures i influències que han arribat a les seves costes al llarg del temps. En l'antiguitat, Japó fou habitat per pobles altaics arribats del continent asiàtic i per d'altres d'origen malai polinèsic vinguts del sud. Per la seva insularitat, Japó ha estat aïllat bona part de la seva història, però a intervals ha anat rebent la influència de les civilitzacions continentals, sobretot de la Xina i Corea. Gran part de l'art produït al Japó ha sigut de tipus religiós: a la religió xintoista, la més típicament japonesa, formada al voltant del segle i, s'afegí el budisme a l'entorn del segle v, forjant un sincretisme religiós que encara perdura. L'art japonès és, doncs, reflex d'aquestes distintes cultures i tradicions, interpretant a la seva manera els estils artístics importats d'altres països, que assumeixen segons el seu concepte de la vida i l'art, reinterpretant i simplificant les seves característiques peculiars, com els elaborats temples budistes xinesos, que al Japó patiren un procés de reducció dels seus elements superflus i decoratius. Això dona mostra del caràcter sincrètic de l'art japonès, que sempre ha assumit amb naturalitat qualsevol innovació procedent d'altres països.
L'art té en la cultura japonesa un gran sentit introspectiu i d'interrelació entre l'ésser humà i la natura, representat igualment en els objectes que l'envolten, des del més ornat i emfàtic fins al més simple i quotidià. Això es posa de manifest en el valor atorgat a la imperfecció, al caràcter efímer de les coses, al sentit emocional que el japonès estableix amb el seu entorn. Així, per exemple, en la cerimònia del te els japonesos valoren la calma i la tranquil·litat d'aquell estat de contemplació que aconsegueixen amb un senzill ritual, basat en elements simples i en una harmonia provinent d'un espai asimètric i inacabat. Per als japonesos, la pau i l'harmonia estan associades a la calidesa i la comoditat, qualitats que alhora són fidel reflex del seu concepte de la bellesa. Àdhuc a l'hora de menjar, no importa la quantitat d'aliments o la seva presentació, sinó la percepció sensorial del menjar i el sentit estètic que atorguen a qualsevol acte. D'igual manera, els artistes i artesans japonesos tenen un elevat grau de vinculació amb la seva obra, sentint els materials com a part essencial de la seva vida i de la seva comunicació amb l'ambient que els envolta.

## Teoria i estètica

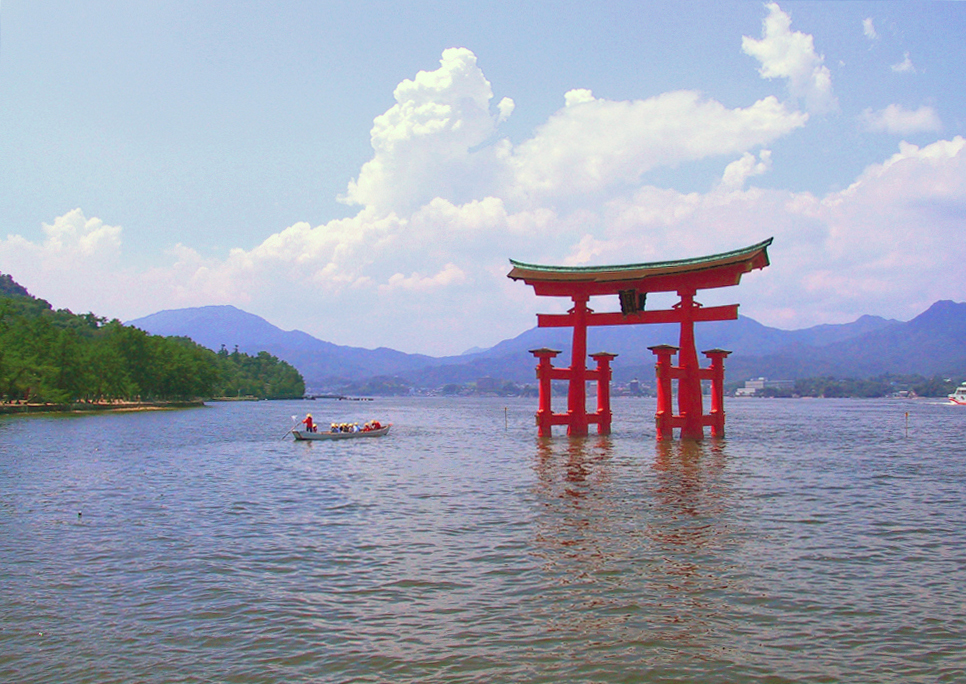
Santuari d'Itsukushima, amb el seu torii (arc d'accés a un espai sagrat) situat sobre el mar Interior de Seto, exemple d'integració de l'art amb l'entorn natural

L'art japonès, com la resta de la seva filosofia –o, simplement, la seva forma de veure la vida– és propens a la intuïció, la falta de racionalitat, l'expressió emocional i la senzillesa d'actes i pensaments, expressats sovint de forma simbòlica. Dues de les seves característiques distintives són la simplicitat i la naturalitat: les manifestacions artístiques són reflex de la natura, per tant, no requereixen una elaborada producció, sinó que es basen en una economia de mitjans que atorga a l'art una gran transcendència, com a reflex de quelcom més elevat que queda tan sols esbossat, suggerit, i posteriorment interpretat per l'espectador. Aquesta simplicitat provocà en la pintura una tendència cap al dibuix lineal, sense perspectiva, amb abundància d'espais buits, que malgrat tot s'integren harmoniosament en el conjunt. En l'arquitectura queda plasmada en dissenys lineals, amb plans asimètrics, en una conjunció d'elements dinàmics i estàtics. Alhora, aquesta simplicitat està relacionada amb una innata naturalitat en la relació entre art i natura, que per als japonesos és un reflex de la seva vida interior i la senten amb un delicat sentiment de malenconia, quasi de tristesa. En especial, el transcurs de les estacions els provoca una sensació de transitorietat, veient en l'evolució de la natura allò efímer de la vida. Aquesta naturalitat es reflecteix especialment en l'arquitectura, que s'integra de forma harmoniosa en el seu entorn, com es denota en la utilització de materials naturals, sense treballar, mostrant el seu aspecte rugós, aspre, inacabat. Al Japó, natura, vida i art estan indissolublement units, i la realització artística és un símbol de la totalitat de l'univers.
Al Japó, l'art pretén aconseguir l'harmonia universal, anant més enllà de la matèria per trobar el principi generador de vida. L'estètica japonesa cerca trobar el sentit de la vida per mitjà de l'art: bellesa equival a harmonia, a creativitat; és un impuls poètic, un camí sensorial que porta a la realització de l'obra, que no té finalitat en si, sinó que va més enllà. La bellesa és una categoria ontològica, que remet a l'existència: consisteix a assolir el sentit amb el tot. Com va dir Suzuki Daisetsu: «la bellesa no està en la forma exterior, sinó en el significat que expressa». L'art no està basat en les qualitats sensibles, sinó en les suggestives; no ha de ser perfecte, sinó expressar una qualitat que porti a la totalitat. Es pretén captar allò essencial mitjançant la part, que suggereix la totalitat: el buit és un complement d'allò que existeix. En la filosofia oriental hi ha una unitat entre matèria i esperit, predominant la contemplació i comunió amb la natura, per l'adhesió interior, la intuïció. Al Japó, l'art (gei) té un sentit més transcendent, més immaterial que el concepte d'art aplicat a Occident: és qualsevol manifestació de l'esperit –entès com a energia vital, com a essència que insufla vida al nostre cos–, fent que aquest es desenvolupi i evolucioni, aconseguint una unitat entre cos, ment i esperit.

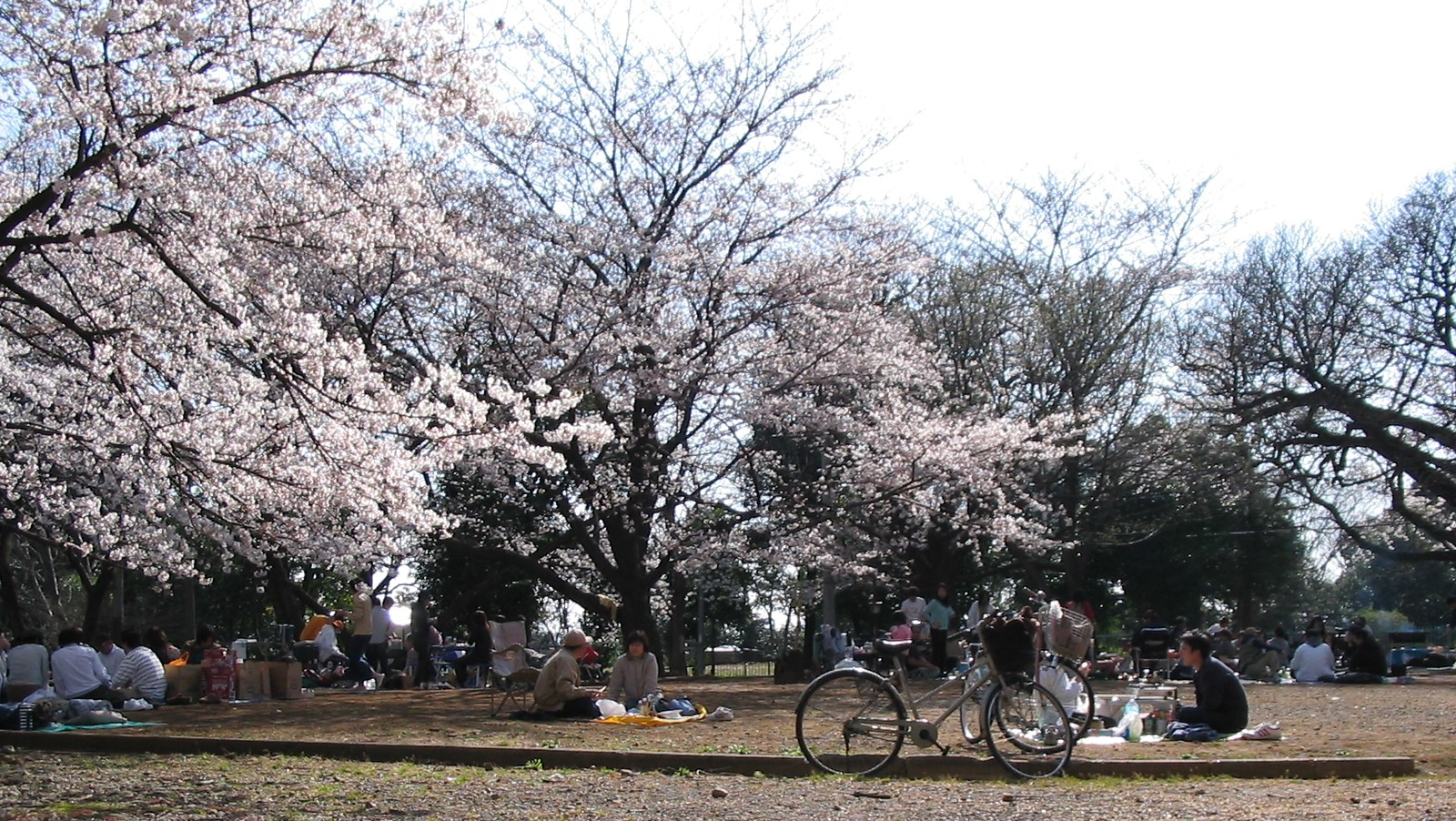
Festa de l'Hanami

El sentit de l'art s'ha anat desenvolupant en l'estètica japonesa al llarg del temps: les primeres reflexions sobre l'art i la bellesa provenen de l'antiguitat, quan es forjaren els principis creadors de la cultura nipona i sorgiren les principals obres èpiques de la literatura japonesa: el Kojiki (Relats de coses antigues), el Nihonshoki (Annals del Japó) i el Man'yōshū (Col·lecció de deu mil fulls). En aquesta època, predominà el concepte de sayakeshi ('pur, clar, fresc'), que feia referència a un tipus de bellesa caracteritzada per la simplicitat, la frescor, una certa ingenuïtat, perceptible en l'ús de materials lleugers i naturals, com la terra cuita de les estatuetes haniwa o la fusta en l'arquitectura. Bon exemple n'és el santuari d'Ise, construït en fusta de xiprer i que es reconstrueix cada vint anys des del segle viii per preservar-ne la puresa i frescor. D'aquest concepte es desprèn una de les constants de l'art japonès: el valor atorgat a la bellesa efímera, transitòria, fugaç, que evoluciona amb el temps. Al Man'yōshū el sayakeshi queda reflectit pels sentiments de fidelitat i honestedat, així com en la descripció d'elements naturals com el cel i el mar, que inspiren una sensació de grandiositat que corprèn l'ésser humà. El sayakeshi està lligat al concepte de naru ('esdevenir'), i valora el temps com una energia vital que conflueix en l'esdevenidor, en la consumació de tots els actes i totes les vides.
Posteriorment, durant els períodes Nara i Heian, l'estètica japonesa evolucionà ràpidament gràcies al seu contacte amb la cultura xinesa, així com a l'arribada del budisme. El principal concepte d'aquesta època fou l'aware, un sentiment emotiu que corprèn l'espectador i li porta a una profunda sensació d'empatia o pietat. Està lligat a altres termes com l'okashi, allò que atrau per la seva alegria i caràcter agradable; l'omoshiroshi, propietat de les coses radiants, que criden l'atenció per la seva brillantor i claredat; el yūbi, concepte de gràcia, elegància; el yūga, qualitat de refinament en la bellesa; l'en, l'atracció de l'encant; el rei, la bellesa pròpia de la calma; el yasashi, la bellesa de la discreció; i l'ushin, el sentit profund artístic. Una fita en la cultura japonesa d'aquesta època fou la Història de Genji de Murasaki Shikibu, que plasmà un nou concepte estètic anomenat mono-no-aware –terme introduït per Motōri Norinaga–, que transmet un sentiment de malenconia, de tristesa contemplativa derivada de la transitorietat de les coses, de la bellesa efímera, que dura un instant i perdura en el record. És un estat de recreació derivat de la fugacitat de les coses i d'una agredolça tristesa al seu pas, equivalent en certa manera al pathos grec i al terme virgilià lacrimae rerum ('llàgrimes de les coses'). En paraules de Kikayama Keita: «és el sentiment profund que ens embarga en contemplar un formós matí de primavera, i també la tristesa que ens corprèn en mirar un vespre autumnal. Però, abans que res, és un sentiment de delicada malenconia que pot derivar en una profunda tristesa en sentir fondament la bellesa caduca de tots els éssers de la natura». Aquesta idea d'una recerca ideal de la bellesa, d'un estat de contemplació on s'uneixen el pensament i el món dels sentits, és característica de la innata sensibilitat japonesa cap a la bellesa, i queda palesa en la festa de l'Hanami, basada en la contemplació dels cirerers en flor.

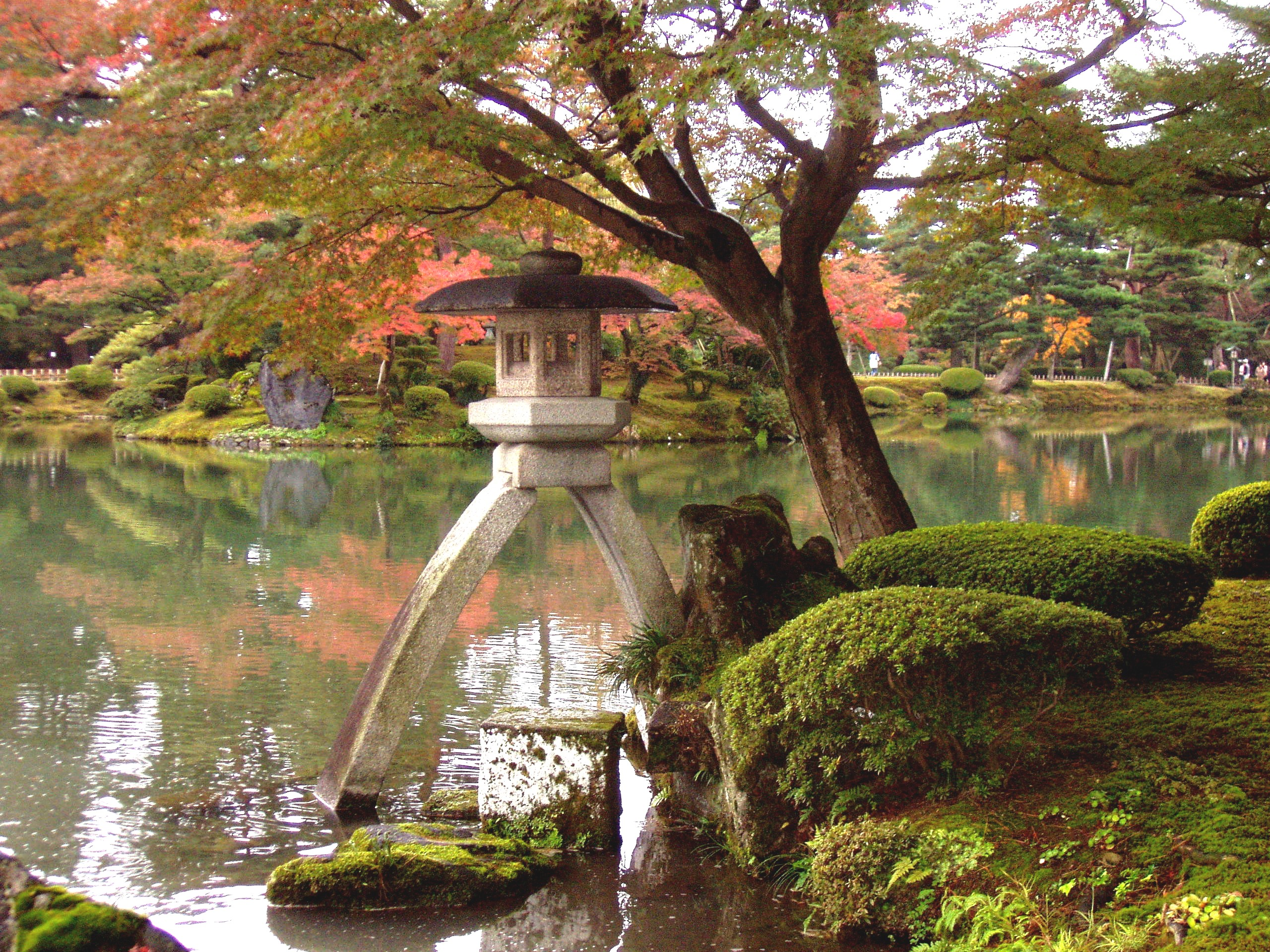
Jardí de Kenroku-en

Durant l'edat mitjana japonesa (períodes Kamakura, Muromachi i Momoyama), en paral·lel al militarisme de la societat feudal japonesa, s'imposà el concepte de dō ('via'), que posava èmfasi en el procés creatiu de l'art, en la pràctica cerimonial dels ritus socials, com queda evidenciat en el shodō (cal·ligrafia), el chadō (cerimònia del te), el kadō o ikebana (l'art dels arranjaments florals) i el kōdō (cerimònia de l'encens). En aquestes pràctiques no importa el resultat, sinó el procés evolutiu, l'esdevenir en el temps –novament el naru–, així com el talent demostrat en la perfecta execució dels ritus, que denota destresa, així com una pruïja espiritual de recerca de la perfecció. En aquests nous conceptes, tingué una influència decisiva una variant del budisme anomenada zen, que insisteix en unes determinades "regles de vida" basades en la meditació, en què la persona perd la consciència de si mateix. Així, qualsevol tasca quotidiana transcendeix la seva essència material per significar una manifestació espiritual, la qual queda reflectida en el moviment i el pas ritual del temps. Aquest concepte queda reflectit igualment en la jardineria, que arriba a un grau tal de transcendència on el jardí és una visió del cosmos, amb un gran buit (mar) que s'omple amb objectes (illes), plasmats en sorra i roques, i on la vegetació és evocadora del pas del temps. L'ambivalència zen entre el caràcter senzill i la profunditat d'una vida transcendent imbuí d'un esperit d'"elegància senzilla" (wabi) no tan sols l'art, sinó el comportament, les relacions socials i els aspectes més quotidians de la vida. El mestre Sesshū deia que "el zen i l'art són un".
El zen es basa en set principis estètics: fukinsei (asimetria), forma de negar la perfecció per aconseguir l'equilibri present en la natura; kanso (austeritat), eliminar l'innecessari i superflu per descobrir la simplicitat de la natura; kokō (dignitat solitària), qualitat que les persones i objectes adquireixen amb el pas del temps i els proporciona una major puresa de la seva essència; shizen (naturalitat), que està lligada a la sinceritat, allò natural és autèntic i incorruptible; yūgen (profunditat), essència vertadera de les coses, que transcendeix la seva mera materialitat, el seu aspecte superficial; datsuzoku (desafecció), llibertat en la pràctica de les arts, la missió de la qual és alliberar l'esperit, no controlar-lo –així, l'art prescindeix de tota mena de normes i regles–; seiyaku (serenitat interior), estat de quietud, d'assossec, necessari perquè flueixin els sis principis anteriors.

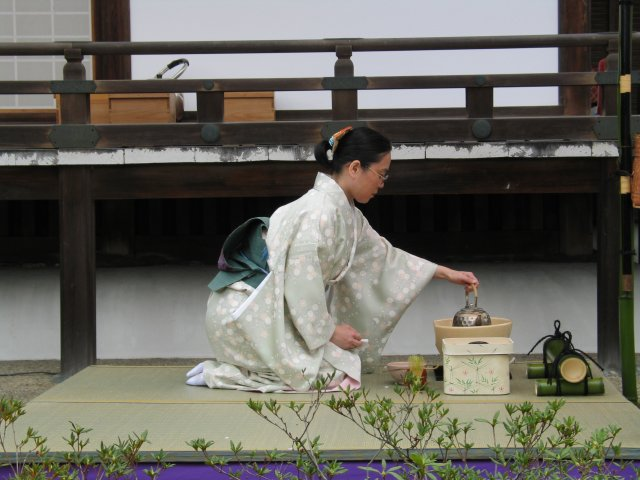
Cerimònia del te

Especialment significativa és la cerimònia del te, en què se sintetitza de forma magistral el concepte japonès de l'art i el bell, creant una autèntica religió estètica: el "teisme". Aquesta cerimònia representa l'adoració d'allò bell en oposició a la vulgaritat de l'existència quotidiana. La seva filosofia, tant ètica com estètica, expressa la concepció integral de l'ésser humà amb la natura. La seva simplicitat relaciona les coses petites amb l'ordre còsmic: la vida és una expressió, i els actes reflecteixen sempre un pensament. Allò temporal és igual a allò espiritual, allò petit a allò gran. Aquest concepte queda igualment reflectit en la sala del te (sukiya), construcció efímera deguda a un impuls poètic, despullada d'ornamentació, on es dona culte a allò imperfecte, i sempre es deixa quelcom inacabat, que completarà la imaginació. És característica l'absència de simetria, per la concepció zen que té més importància la recerca de perfecció que la mateixa perfecció. La bellesa tan sols pot descobrir-la qui mentalment completa allò incomplet.
En darrer lloc, en època moderna –iniciada amb el període Edo–, encara que perduren els conceptes anteriors s'introdueixen algunes noves categories estètiques, relacionades amb les noves classes urbanes que sorgeixen a mesura que el Japó es va modernitzant: el sui és una determinada finesa de tall espiritual, donada principalment en la literatura d'Osaka; iki és una elegància honesta i directa, present sobretot en el teatre kabuki; el karumi és un concepte que exalça la lleugeresa com a qualitat essencial sota la qual s'assoleix allò "profund" de les coses, reflectida especialment en la poesia haiku; el shiori és una bellesa nostàlgica; l'hosomi és una delicadesa que arriba fins a l'essència de les coses; i el sabi és la bellesa simple, despullada, sense ornaments ni artificis, enaltint valors com la pobresa i la soledat. Aquesta darrera entroncà amb el concepte anterior de wabi, creant una nova noció anomenada wabi-sabi, la transcendència de la simplicitat, en què la bellesa resideix en la imperfecció, en allò incomplet, basada en la fugacitat i la impermanència. En tots aquests conceptes roman novament la idea de l'art com a procés creatiu i no com a realització material. Okakura Kakuzō escrigué que «tan sols els artistes persuadits de la imperfecció congènita a la seva ànima són capaços d'engendrar la veritable bellesa».

## Cronologia

### Període Jōmon(11000 aC - 400 aC)

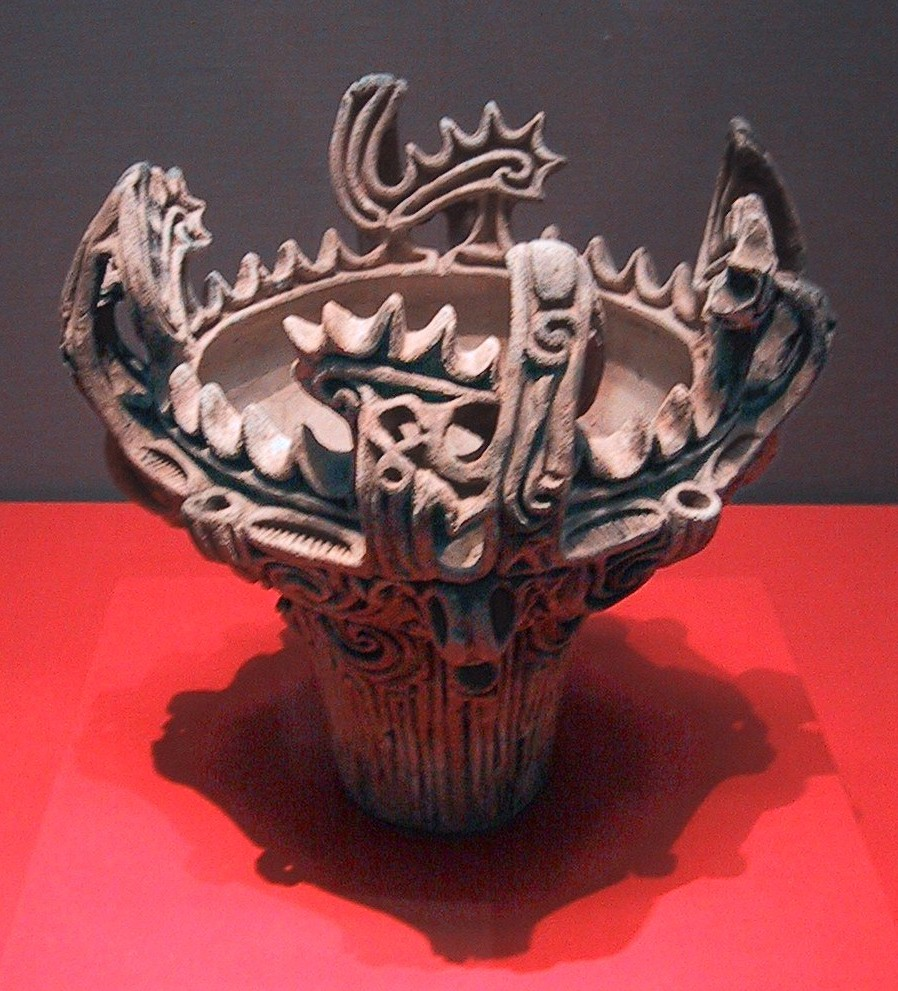
Recipient de terracota del període Jōmon (3000-2000 aC)

Durant el Mesolític i el Neolític, Japó es mantingué aïllat del continent, i tota la seva producció fou autòctona, encara que d'escassa rellevància. Eren societats semisedentàries, que habitaven en petites aldees amb cases excavades a terra, obtenint els recursos alimentaris principalment del bosc (cèrvids, senglars, fruita seca) i del mar (peixos, crustacis, mamífers marins). Aquestes societats tenien una elaborada organització del treball, i estaven preocupades en la mesura del temps, com ho denoten diverses restes de disposicions circulars de pedres a Oyu i Komakino, que actuaven com rellotges solars. Segons sembla, tenien unitats de mesura estandarditzades, com ho demostren diversos edificis construïts segons determinats patrons.
En els diversos jaciments Jōmon s'han trobat instruments d'os i pedres brunyides, ceràmica i figures antropomorfes. Cal assenyalar que la ceràmica Jōmon és la més antiga produïda per l'ésser humà: les primeres restes d'una rudimentària terrisseria daten del 11000 aC, en petits recipients treballats a mà, de costats polits i interiors amplis, amb un sentit funcional i decoració austera. Aquests vestigis corresponen a un període denominat prejōmon (11000-7500 aC), al qual succeí el Jōmon arcaic o primerenc (7500-2500 aC), en què s'elabora la més típica ceràmica Jōmon, feta a mà i decorada amb incisions o impressions de corda, sobre una base d'un tipus de vasos profunds en forma de gerra. La decoració bàsica consistia en impressions fetes amb cordes elaborades amb fibres de plantes, que s'empenyien sobre la ceràmica abans de coure-la. En diverses zones aquestes incisions arribaren a un elevat grau d'elaboració, amb vores perfectament cisellades, dibuixant una sèrie de signes abstractes de gran complexitat. En poques ocasions s'han trobat restes d'escenes figuratives, generalment dibuixos antropomòrfics i zoomòrfics (granotes, serps), i en destaca una escena de caça present en un vas trobat a Nirakubo, al nord de Honshū. En darrer lloc, en el Jōmon tardà (2500-400 aC), els recipients tornen a ser de formes més naturals, menys elaborades, amb bols i atuells de fons arrodonit, àmfores de coll estret i cossis amb anses, sovint amb peu o base elevada. Els principals jaciments de ceràmica Jōmon són: Taishakukyo, Torihama, Togari-ishi, Natsushima, Kamo i Okinohara a l'illa de Honshū; Sobata a l'illa de Kyūshū; i Hamanasuno i Tokoro a l'illa d'Hokkaidō.
A part de vasos, es construïren en ceràmica diverses figuretes en forma humana o animal, construïdes per parts, i s'han trobat poques restes de peces senceres. Les de forma antropomòrfica poden tenir atributs masculins o femenins, i també s'han trobat algunes de signe androgin. Algunes presenten un ventre boterut, per la qual cosa possiblement estaven lligades al culte a la fertilitat. És remarcable la precisió en els detalls que mostren algunes figures, com pentinats elaborats, tatuatges i vestits decoratius. Sembla que en aquestes societats tenia gran rellevància l'adornament corporal, principalment a les orelles, amb arracades de ceràmica de diversa manufactura, decorades amb pigments vermells. A Chiamigaito (illa de Honshū) s'han trobat més de mil d'aquests adorns, cosa que fa suposar un taller local d'elaboració d'aquests productes. També daten d'aquesta època diverses màscares que denoten un treball individualitzat dels rostres. Igualment, s'elaboraven diversos tipus de grans de jadeïta verda, i coneixien el treball de la laca, com ho demostren diverses forquetes trobades a Torihama. També s'han trobat restes d'espases de marfil, os i astes d'animals.

### Període Yayoi(400 aC-200 dC)

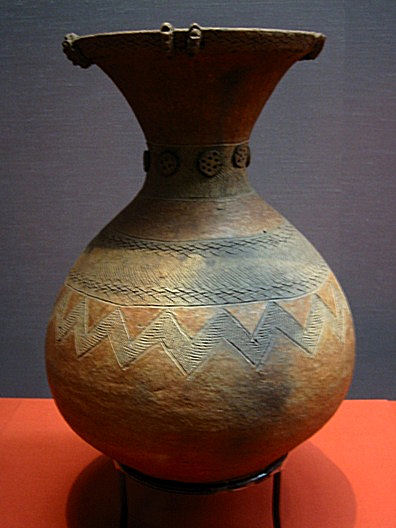
Vas Yayoi procedent de Tōkyō

Aquesta època suposà la implantació definitiva de la societat agrícola, que comportà la desforestació d'amples zones del territori. Aquesta transformació implicà una evolució de la societat nipona en els terrenys tecnològic, cultural i social, amb una major estratificació social i especialització del treball, i suposà l'augment dels conflictes bèl·lics. L'arxipèlag nipó estava jalonat de petits estats formats per clans (uji), entre els quals prevalgué el de Yamato, que donà origen a la família imperial. Aparegué llavors el xintoisme, religió de tipus mitològic que feia descendir l'emperador d'Amaterasu, la dea del sol. Aquesta religió propicià el sentit original de puresa i frescor de l'art japonès, amb predilecció pels materials purs, sense decorar, amb un sentit d'integració amb la natura (kami o supraconsciència). Des del segle i aC, començà a introduir-se la civilització del continent, a causa de les relacions amb Xina i Corea.
La cultura Yayoi aparegué a l'illa de Kyūshū a l'entorn del 400-300 aC, passant a Honshū, on fou desplaçant progressivament la cultura Jōmon. Durant aquest període, es va difondre un tipus de sepultures de mida gran amb cambra i túmul ornamentat amb cilindres de terracota amb figures humanes i d'animals. Els poblats estaven cercats per fossats, i aparegueren diversos utensilis relacionats amb l'agricultura (especialment una eina de pedra en forma de mitja lluna usada per a la collita), així com diverses armes, com arcs i fletxes amb punta de pedra polida. La ceràmica es produïa amb torn, principalment pots de coll ample, pots amb tapa, plats amples, tasses amb anses i ampolles de coll estret. Eren de superfície polida, amb decoració simple, principalment d'incisions, puntejats i serpentines en ziga-zaga. La principal modalitat en fou un vas amb forma de gerra denominat tsubo.
Destacà el treball amb metalls, principalment el bronze, com les campanes anomenades dotaku, que servien d'objectes cerimonials, decorades amb espirals (ryusui) en forma d'aigua que flueix, o bé animals en relleu (principalment cèrvids, ocells, insectes i amfibis), així com escenes de caça, pesca i treballs agrícoles, especialment els relacionats amb l'arròs. El cérvol, sembla que tenia una especial significació, potser lligada amb alguna divinitat: en molts jaciments s'han trobat multitud d'omòplats de cérvol amb incisions o marques fetes amb foc, cosa que estaria lligada a algun tipus de ritual. Altres objectes decoratius trobats en jaciments Yayoi són: miralls, espases, diverses granadures i magatama (peces de jade i àgata en forma d'anacard, que servien de joies de la fertilitat).

### Període Kofun (200-600)

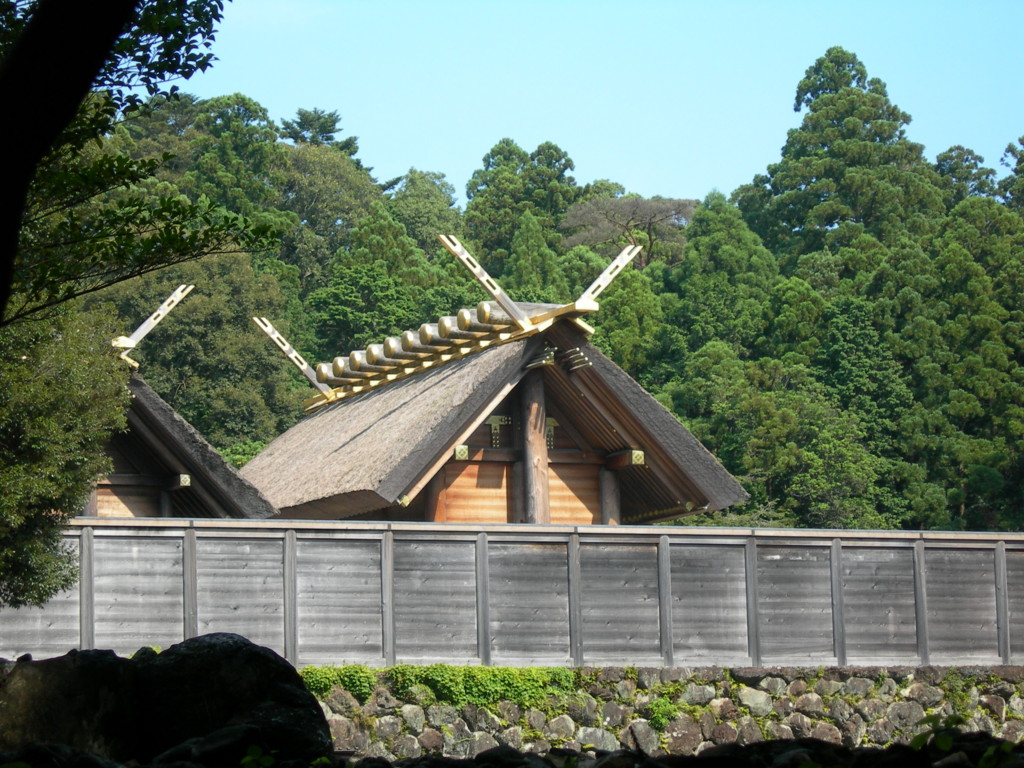
Vista del Naikū, la zona més sagrada del santuari d'Ise

El període Kofun suposà la consolidació de l'estat central imperial, que controlava els principals recursos, com el ferro i l'or. L'arquitectura es desenvolupà preferentment en el terreny funerari, amb unes característiques tombes de cambra i de corredor anomenades kofun ('tomba antiga'), sobre les quals s'elevaven túmuls de terra de grans proporcions. Destaquen les grans sepultures dels emperadors Ōjin (346-395) i Nintoku (395-427), on aparegueren diverses joies, armes, sarcòfags de pedra o terracota, ceràmica i unes figures antropomòrfiques de terracota anomenades haniwa, formades per un pedestal cilíndric i un mig bust. Aquestes estatuetes eren d'uns 60 centímetres, sense a penes expressió, tan sols unes esberles als ulls i la boca, encara que constituïen una mostra de gran rellevància de l'art d'aquesta època. Segons la seva vestimenta i utensilis es distingeixen diversos oficis en aquestes figures, com grangers, soldats, sacerdotesses, cortesanes, músics i ballarins. A finals d'aquest període també aparegueren figuretes d'animals, especialment cèrvids, gossos, cavalls, senglars, gats, pollastres, ovelles i peixos. S'han trobat gran varietat d'armes (equips d'arquers, corones amb joies matagama, estreps de bronze), cosa que denota la importància de l'estament militar en aquesta època, que presenta traces estilístiques emparentades amb la cultura Silla de Corea, igual que un tipus de ceràmica anomenada Sueki, fosca i de gran finesa, amb accessoris titil·lants.

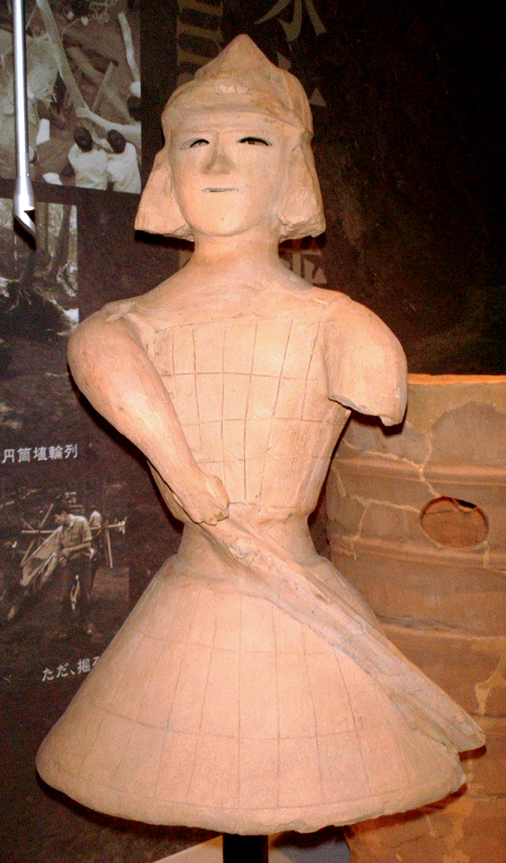
Haniwa de soldat (Funazuka Kofun)

La diferenciació social comportà l'aïllament de les classes dirigents en recintes exclusius dins de les ciutats, com a Yoshinogari, per a acabar segregant-se definitivament en recintes aïllats com el de Mitsudera o els complexos palatins de Kansai, Ikaruga i Asuka-Itabuki. Quant a arquitectura religiosa, els primers temples sintoistes (jinja) foren en fusta, sobre una plataforma elevada i parets nues o envans corredissos, amb pilars que sostenen el sostre, que és inclinat. Un dels seus elements característics és el torii, arc d'entrada que assenyala l'accés a un lloc sagrat. Cal destacar el santuari d'Ise, que es reconstrueix cada vint anys des del segle viii. Comprèn dos complexos, l'occidental (Naikū), dedicat a Amaterasu (dea del sol), i l'oriental (Gekū), dedicat a Toyouke no Ōmikami (dea de la indumentària, l'aliment, l'habitatge, l'agricultura i la indústria), amb un total d'uns 125 santuaris. L'edifici principal (Shoden) és de planta alçada i sostre de dues aigües, sobre nou columnes, al qual s'accedeix per una escala exterior. És d'estil shinmeizukuri, que reflecteix l'estil Shintō tardà, previ a l'arribada del budisme al Japó. El santuari és centre de peregrinació (o-ise-mairi), ja que, segons la tradició, els practicants del Shintō han d'acudir al santuari almenys un cop a la vida.
Altre temple mític d'origen incert és l'Izumo Taisha, prop de Matsue, fundat llegendàriament per Amaterasu. És d'estil taishazukuri, considerat el més antic entre els santuaris, caracteritzat per l'elevació de l'edifici sobre pilastres, amb una escalinata com a accés principal, i acabats senzills de fusta sense pintura. Segons les cròniques, el santuari originari tenia una alçada de 50 metres, però per un incendi fou reconstruït amb una alçada de 25 metres. Els seus edificis principals són l'Honden ('santuari interior') i l'Haiden ('santuari exterior'). A aquesta època pertany igualment el Kinpusen-ji, el temple principal del shugendō, una religió ascètica que combina el xintoisme, el budisme i creences animistes. En la seva estructura destaca el temple principal o Zaōdō, que és la segona construcció de fusta més gran del Japó, tan sols superada pel Daibutsuden de Tōdai-ji; junt a la porta de Niō, ha sigut catalogat com a Tresor Nacional del Japó.
En aquest període trobem les primeres mostres de pintura, com en l'enterrament reial d'Ōtsuka i les tombes en forma de dolmen de Kyūshū (segles V-VI), decorades amb escenes de caça, guerra, cavalls, ocells i vaixells, o bé amb espirals i cercles concèntrics. Eren pintures murals, elaborades amb vermell d'hematites, negre carbó, groc ocre, blanc caolí i verd clorit. Un dels dibuixos representatius d'aquesta època és l'anomenat chokkomon, compost de línies rectes i arcs traçats sobre diagonals o creus, i present en parets de tombes, sarcòfags, estàtues haniwa i miralls de bronze.

### Període Asuka(552-646)

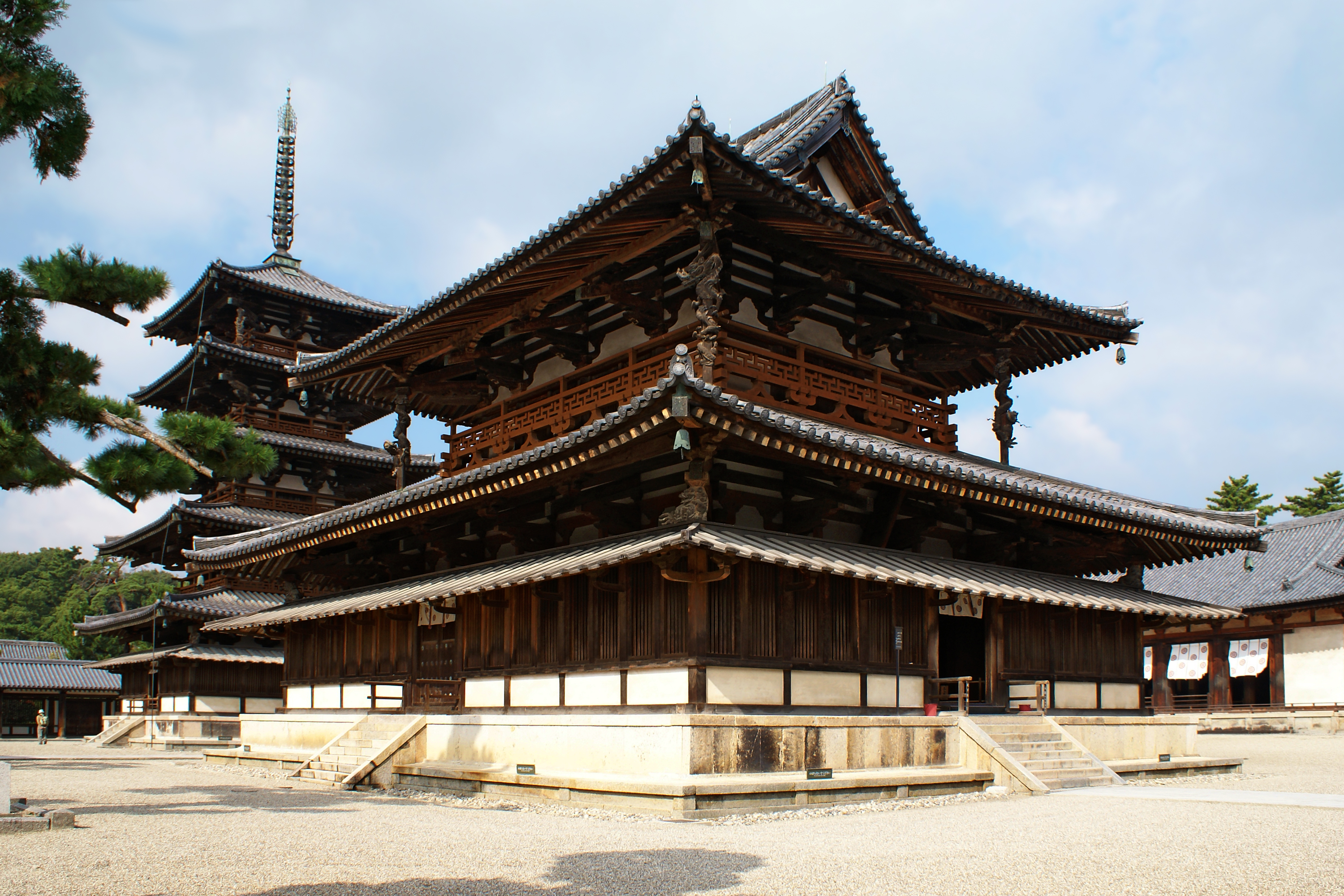
Temple d'Hōryū-ji, a Nara

L'estat de Yamato forjà un regne centralitzat seguint el model xinès, plasmat en les lleis de Shōtoku-Taishi (604) i la Taika de 646. L'arribada del budisme produí al Japó un gran impacte a nivell artístic i estètic, amb una forta influència de l'art xinès. Fou especialment fruitós per a l'art el govern del príncep Shōtoku (573-621), que afavorí el budisme i la cultura en general. L'arquitectura, en forma de temples i monestirs, s'ha perdut en gran part, suposant la substitució de les línies senzilles sintoistes per la magnificència provinent del continent. Com a edifici més destacable d'aquest període cal esmentar el temple d'Hōryū-ji (607), representant de l'estil Kudara (Paikche a Corea). Es construí en el recinte del temple Wakakusadera, erigit per Shōtoku i incendiat pels seus enemics el 670. Construït amb una planimetria axial, està format per un conjunt d'edificis on destaquen la pagoda (Tō), el Yumedomo ('saló dels somnis') i el Kondō ('saló daurat'). És d'estil xinès, utilitzant-se per primer cop una teulada de rajoles de ceràmica. Altre exemple característic és el santuari d'Itsukushima (593), construït sobre l'aigua, al mar Interior de Seto, destacant entre el conjunt dels seus edificis el Gojūnotō ('pagoda dels cinc nivells'), el Tahōtō ('pagoda dels dos nivells') i diversos honden (edificis amb altars). Fou anomenat Patrimoni de la Humanitat el 1996.

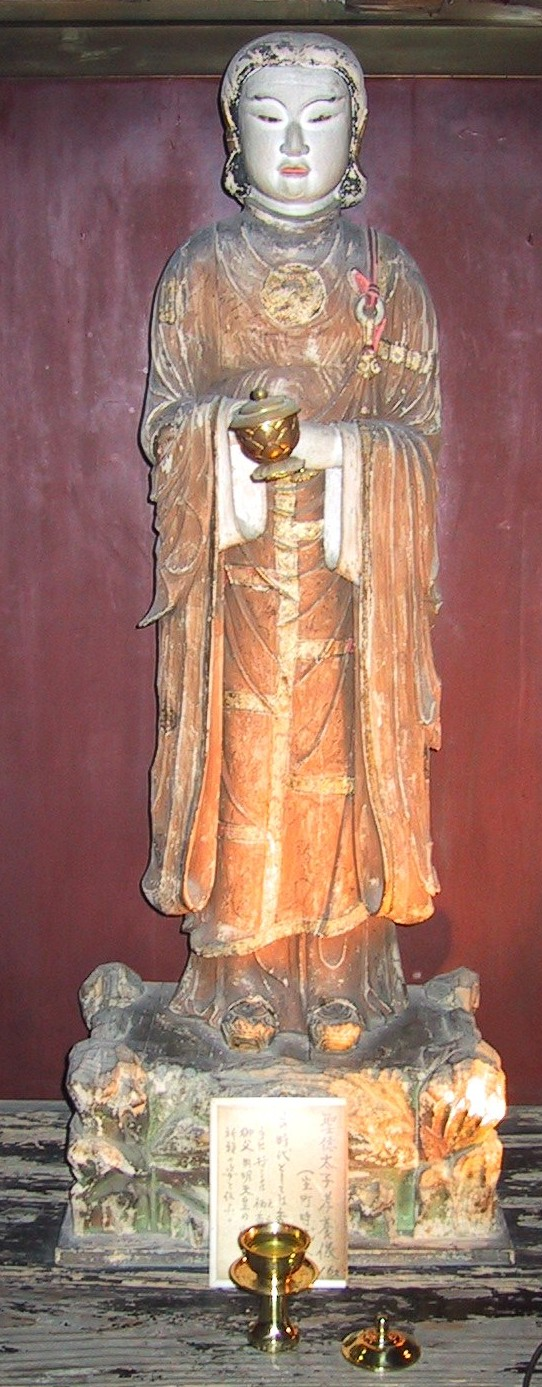
Estàtua del príncep Shōtoku a Asuka-dera, Nara

L'escultura, de tema budista, era en fusta o bronze: les primeres imatges de Buda foren importades del continent, però després s'instal·laren al Japó un gran nombre d'artistes xinesos i coreans. Proliferà la imatge de Kannon, nom japonès del bodhisattva Avalokiteśvara (anomenat Guanyin en xinès), com el Bodhisattva Kannon, obra del coreà Tori; el Kannon situat al Yumedomo del temple d'Hōryū-ji; i el Kannon de Kudara (segle vi), realitzat per un artista desconegut. Altra obra de rellevància és la tríada de Sâkyamuni (623), en bronze, obra de Tori Busshi instal·lada al temple d'Hōryū-ji. En general, eren obres d'un estil sever, cantellut i arcaïtzant, inspirat en l'estil coreà Koguryŏ, com s'aprecia en l'obra de Shiba Tori, que marcà l'"estil oficial" del període Asuka: gran Buda Asuka (temple Hoko-ji, 606), Buda Yakushi (607), Kannon Guze (621), tríada Shaka (623). Altre artista seguidor d'aquest estil fou Aya no Yamakuchi no Okuchi Atahi, autor dels Quatre Guardians Celestials (shitenno) del saló Daurat d'Hōryū-ji (645), que malgrat l'aire arcaic presenten una evolució volumètrica en les formes més arrodonides, amb rostres més expressius.
La pintura seguia els patrons xinesos, en tinta o pigments minerals sobre seda o paper, en rotlles de pergamí o penjant de la paret. Denota un gran sentit del dibuix, amb obres de gran originalitat, com el reliquiari de Tamamushi (Hōryū-ji), en fusta de càmfora i xiprer, amb bandes de filigrana de bronze, presentant diverses escenes en oli sobre fusta lacada, en una tècnica anomenada mitsuda-i procedent de Pèrsia i relacionada amb la pintura xinesa de la dinastia Wei. En la base del reliquiari es mostra un jataka (relat sobre les vides anteriors de Buda), que mostra el príncep Mahasattva oferint la seva pròpia carn a una tigressa afamada. En aquesta època, començà a cobrar rellevància la cal·ligrafia, a la qual s'atorgà el mateix nivell d'art que a les imatges figuratives. També destacaren els tapissos de seda, com el Mandala Tenjukoku dedicat a Shōtoku (622). La ceràmica, que podia ser esmaltada o no, tingué escassa producció local, i es valorava més la d'importació xinesa.

### Període Nara(646-794)

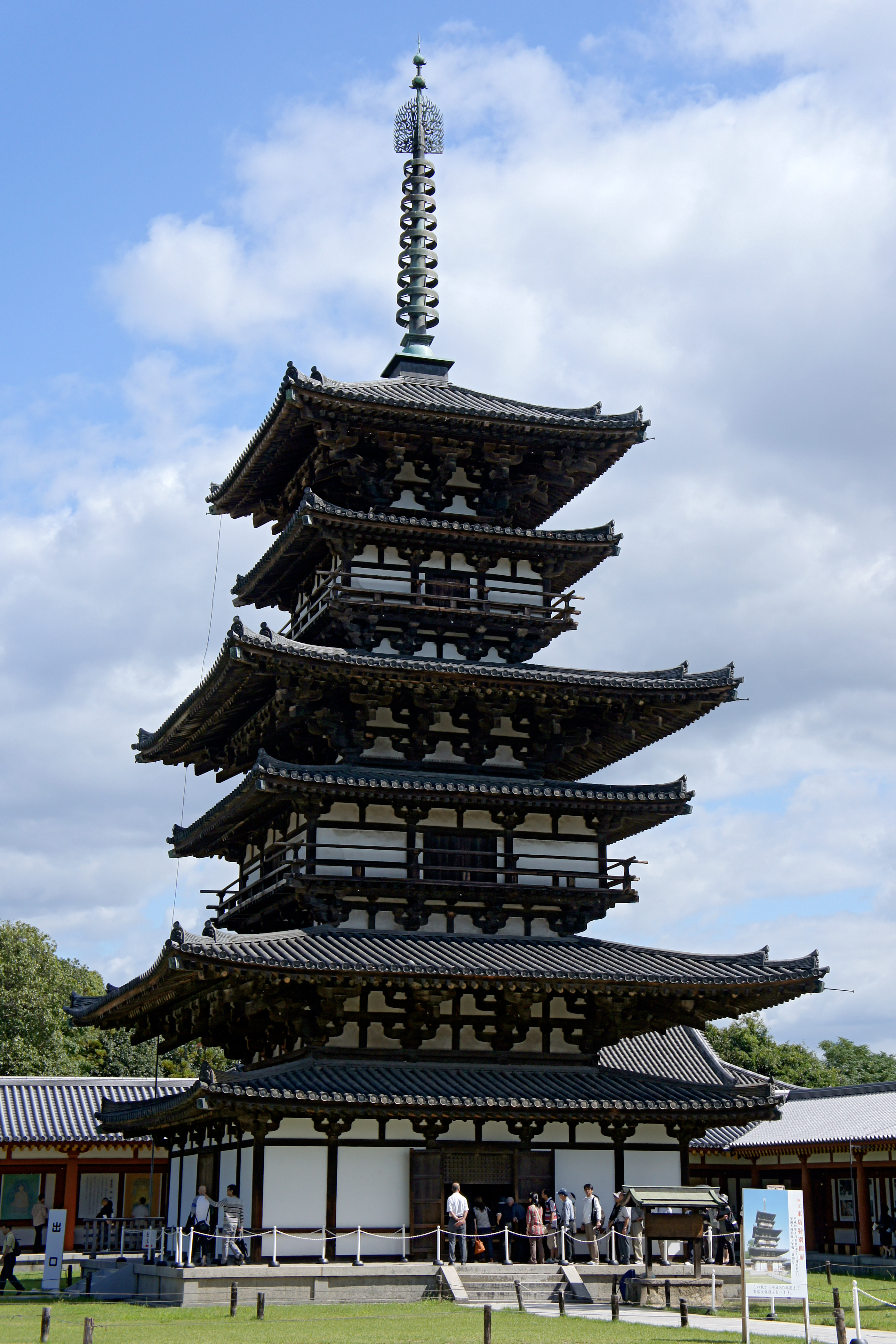
Pagoda de l'Est de Yakushi-ji, a Nara

Durant aquest període s'establí la capital a Nara (710), primera capital fixa del mikado. En aquesta època tingué el seu apogeu l'art budista, continuant amb gran intensitat la influència xinesa –els japonesos veien en l'art xinès una harmonia i perfecció similars al gust europeu per l'art clàssic grecoromà–. Els escassos exemples d'arquitectura de l'època són construccions d'aire monumental, com la pagoda de l'Est de Yakushi-ji, els temples de Tōshōdai-ji, Tōdai-ji i Kōfuku-ji, i el magatzem imperial Shōso-in de Nara, que conserva multitud d'objectes d'art de l'època de l'emperador Shōmu (724-749), amb obres procedents de la Xina, Pèrsia i l'Àsia central. La ciutat de Nara es construí segons una planimetria reticular, seguint el model de Chang'an, la capital de la dinastia Tang. S'atorgà igual importància al palau imperial que al monestir principal, el Tōdai-ji (745-752), construït segons un pla simètric en un gran recinte amb dues pagodes bessones, i on destaca el Daibutsuden, el gran saló de Buda, amb una gran estàtua de bronze del Buda Vairocana (Dainichi en japonès), de 15 metres, donada per l'emperador Shōmu el 743. Reconstruït el 1700, el Daibutsuden és l'edifici de fusta més gran del món. Altre important recinte del temple és l'Hokkedō ('saló del lotus', també anomenat Sangatsudō, 'saló del tercer mes'), que conté altra magnífica estàtua, el Kannon Fukukenjaku, un bodhisattva de vuit braços realitzat en laca, de quatre metres d'alçada i influència Tang, perceptible en la serenitat i placidesa de les traces facials.

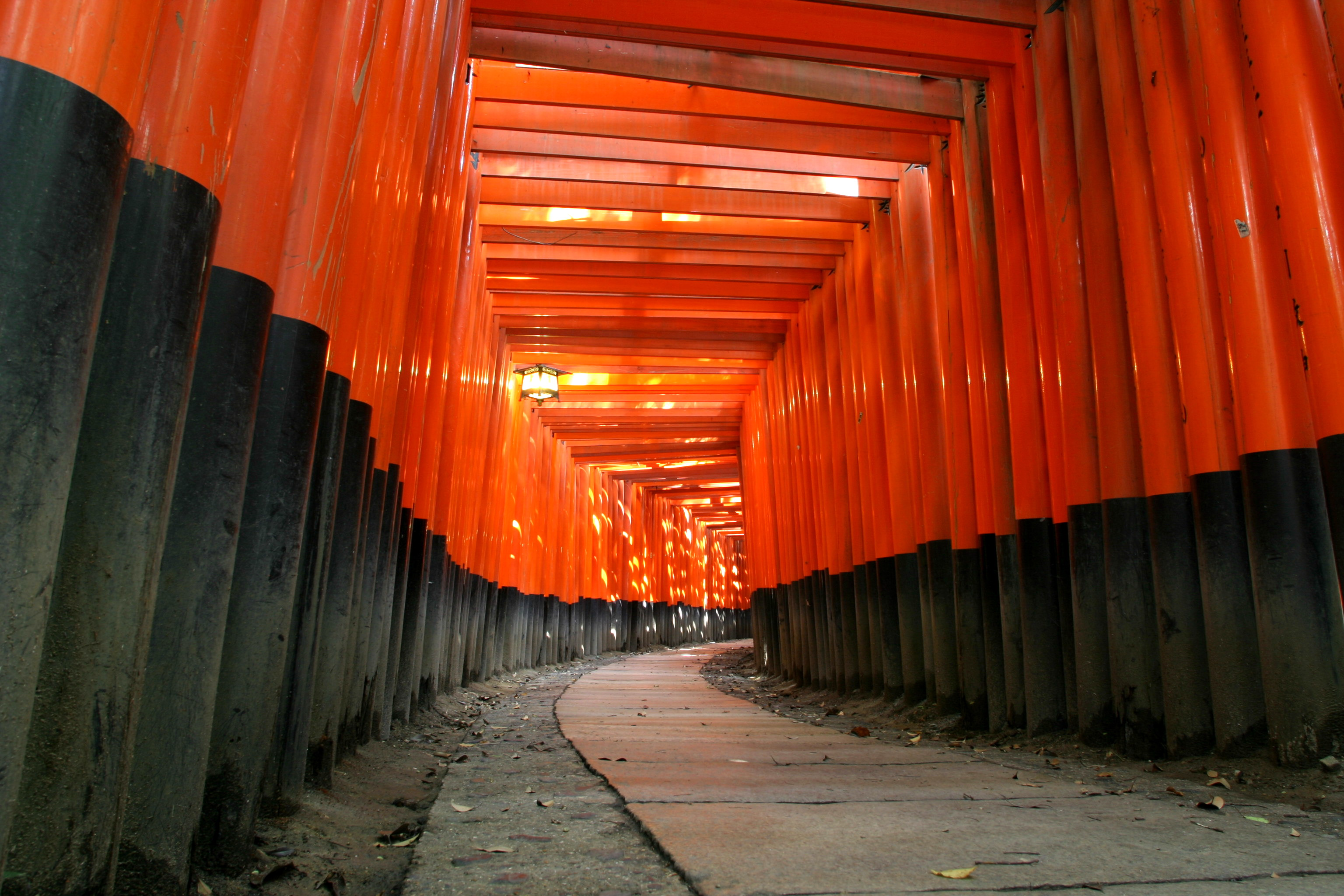
Santuari de Fushimi Inari-taisha (711), Fushimi-ku, Kyōto, amb els seus característics torii de color vermell

En canvi, la pagoda de l'Est de Yakushi-ji suposà l'intent dels arquitectes japonesos de cercar un estil propi, allunyant-se de la influència xinesa. Destaca per la seva verticalitat, amb una alternança de teulades de diferents mides, que li donen l'aparença d'un signe cal·ligràfic. En la seva estructura destaquen les volades i balcons, formats per barres de fusta entrellaçades, en colors blanc i marró. Al seu interior alberga la imatge del Yakushi Nyorai (Buda de la Medicina). Està inscrit com a Patrimoni de la Humanitat sota la denominació de Monuments històrics de l'antiga Nara. Igual grau d'assimilació nacional tingué el Tōshōdai-ji (759), que mostra un clar contrast entre el Kondō ('saló daurat'), d'una solidesa, simetria i verticalitat d'influència xinesa, i el Kodō ('saló de conferències'), d'una major simplicitat i horitzontalitat, que denoten la tradició autòctona. Altre exponent fou el Kiyomizu-dera (778), l'edifici principal del qual destaca per la seva enorme barana, sostinguda per centenars de pilars, que sobresurt del turó i ofereix impressionants vistes de la ciutat de Kyōto. Aquest temple fou un dels candidats a la llista a les set noves meravelles del món, encara que no hi sortí elegit. Per la seva banda, el Rinnō-ji és famós pel Sanbutsudō (saló dels Tres Budes), on es troben tres estàtues laminades en or d'Amida, Senjūkannon (Kannon dels mil braços) i Batōkannon (Kannon amb cap de cavall). Com a santuari xintoista destacà el Fushimi Inari-taisha (711), dedicat a l'esperit d'Inari, especialment conegut pels milers de toriis vermells que delimiten el camí pel turó en el qual està situat el santuari.

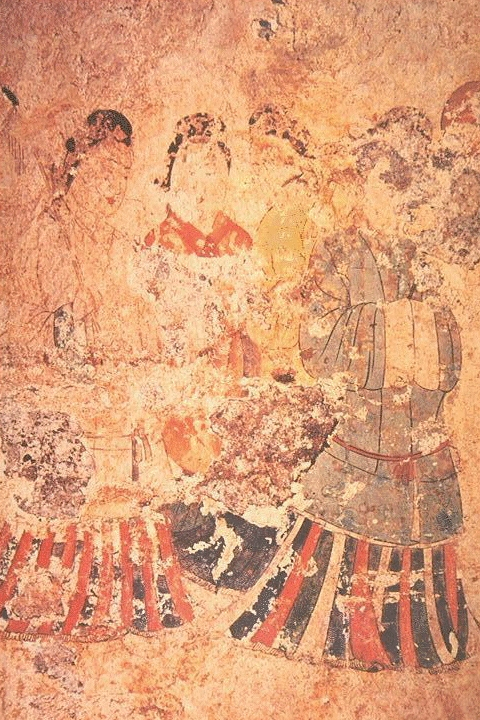
Pintura mural de la tomba Takamatsuzuka

Obtingué gran desenvolupament en escultura la representació de Buda, amb estàtues de gran bellesa: Sho Kannon, Buda de Tachibana, Bodhisattva Gakko de Tōdai-ji. En el període Hakuhō (645-710), la destitució del clan Soga i el fiançament imperial comportà la fi de la influència coreana i la seva substitució per la xinesa (dinastia Tang), i es produïren una sèrie d'obres de major magnificència i realisme, amb formes més arrodonides i gràcils. Aquest canvi és perceptible en el grup d'estàtues de bronze daurat del Yakushi-ji, compost del Buda sedent (Yakushi) flanquejat dels bodhisattves Nikko ('Llum de Sol') i Gakko ('Llum de Lluna'), que mostren un major dinamisme en la seva postura de contrapposto, i una major expressivitat facial. En canvi, a Hōryū-ji continuà l'estil Tori d'origen coreà, com al Kannon Yumegatai i la tríada Amida del reliquiari de la senyora Tachibana. Al temple de Tōshōdai-ji, es troba una tríada d'estàtues de mida colossal, fetes de laca seca buida, i en destaca el Buda Rushana central (759), de 3,4 metres d'alçada. Es troben també representacions d'esperits guardians (Meikira Taisho), reis (Kamokuten), etc. Són obres en fusta, bronze, argila crua o laca seca, de gran realisme.
La pintura està representada per la decoració mural d'Hōryū-ji (finals del segle vii), com els frescos del Kondō, que mostren similituds amb els d'Ajantā a l'Índia. També sorgiren diverses tipologies com el kakemono ('pintura penjant') i el emakimono ('pintura en rotlle'), històries pintades en un rotlle de paper o seda, amb textos que expliquen les distintes escenes, anomenats sūtras. Al Shōso-in de Nara hi ha una sèrie de pintures de tema profà, amb diversos gèneres i temàtiques: plantes, animals, paisatges i objectes de metall. A mitjans del període, es posà de moda l'estil pictòric de la dinastia Tang, com s'albira als murals de la tomba Takamatsuzuka, de voltants de l'any 700. Pel decret Taiho-ryo de 701, l'ofici de pintor quedà regulat en gremis artesanals controlats pel Departament de Pintors (edakumi-no-tuskasa), dependent del Ministeri de l'Interior. Aquests gremis eren els encarregats de la decoració de palaus i temples, i la seva estructura perdurà fins a l'era Meiji. La ceràmica evolucionà notablement gràcies a diverses tècniques importades de la Xina, com l'ús de colors brillants aplicats sobre argila.

### Període Heian(794-1185)

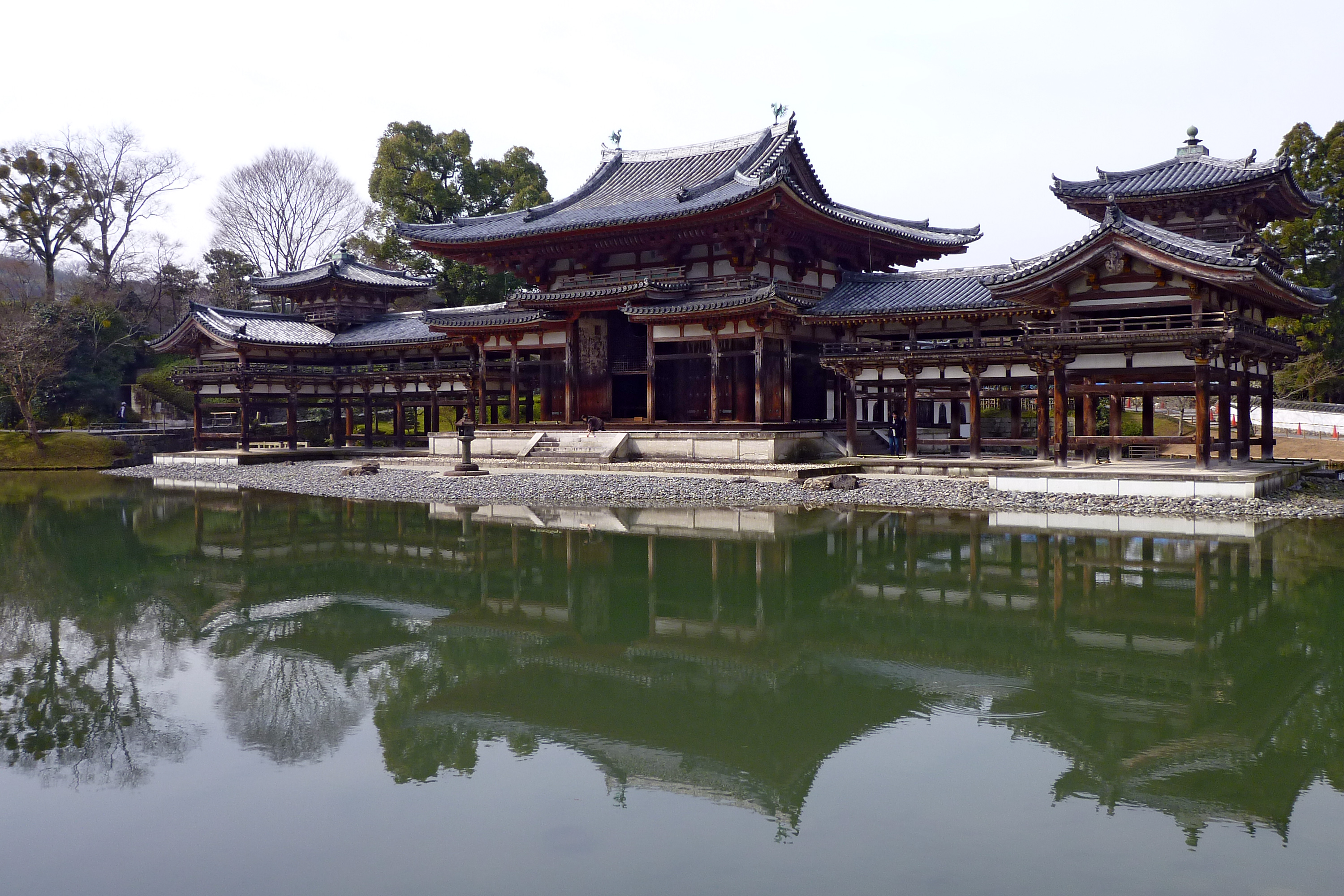
Temple de Byōdō-in, també anomenat del Fènix, a Uji

En aquest període es produí el govern del clan Fujiwara, que implantà un estat centralitzat inspirat en el govern xinès, amb capital a Heian (actual Kyōto). Sorgiren els grans senyors feudals (daimyō), i aparegué la figura del samurai. En aquesta època es desenvolupà l'escriptura hiragana, que adaptà la cal·ligrafia xinesa al llenguatge polisil·làbic japonès, utilitzant els caràcters xinesos per als valors fonètics de les síl·labes. La ruptura de les relacions amb Xina produí un art més típicament japonès, sorgint junt a l'art religiós un art seglar que seria fidel reflex del nacionalisme de la cort imperial. La iconografia budista tingué un nou desenvolupament amb la importació de dues noves sectes del continent, Tendai i Shingon, basades en el budisme tàntric tibetà, que incorporaren elements sintoistes i produïren un sincretisme religiós característic d'aquesta època.
El Shingon era un tipus de budisme esotèric centrat en la relació entre matèria i esperit, que es reflectí en els mandalas, imatges pictòriques o esculpides que se centraven en el Diamant ('món espiritual') i la Sina Materna ('món material'), així com representacions del Dainichi Nyorai (el Gran Sol). Per la seva banda, el Tendai se centrà en la salvació de l'ésser humà, amb una certa moralitat de'origen confucià i un gran sincretisme amb la religió xintoista. Atorgà gran rellevància a l'art, arribant-se a afirmar que el Tendai convertia «la religió en art i l'art en religió». Un dels seus principals cultes fou al Paradís occidental de la Terra Pura d'Amida, del qual es van realitzar nombroses imatges. Una de les que més va prosperar fou la imatge del raigo-zu, Buda transportant ànimes al paradís, que proliferà en nombroses pintures, com el plafó central del tríptic d'Amida a Hokkeji (Nara).
L'arquitectura patí un canvi en la planta dels monestirs, que s'erigien en llocs apartats, pensats per a la meditació. Els temples més importants són l'Enryaku-ji (788), el Kongōbu-ji (816) i el santuari-pagoda de Murō-ji. L'Enryaku-ji, situat a l'entorn del mont Hiei, forma part del conjunt de Monuments històrics de l'antiga Kyōto, declarats Patrimoni de la Humanitat el 1994. Fou fundat el 788 per Saichō, que introduí la secta budista Tendai al Japó. Enryaku-ji arribà a tenir uns 3.000 temples, fou un enorme centre de poder a la seva època, i foren destruïts la majoria dels seus edificis per Oda Nobunaga el 1571. De la part que sobrevisqué, destaquen avui dia el Saitō ('saló de l'oest') i el Tōdō ('saló de l'est'), on es troba el Konpon chūdō, la construcció més representativa d'Enryaku-ji, on es conserva una estàtua de Buda esculpida pel mateix Saichō, el Yakushi Nyorai.

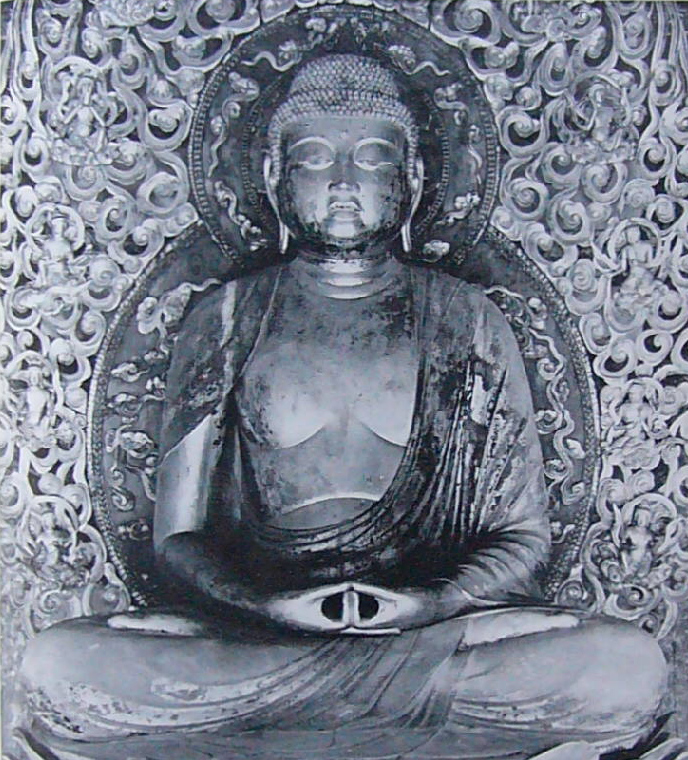
Amida Nyorai (1053), pa d'or i laca sobre fusta, obra de Jōchō, al monestir de Byōdō-in

En arquitectura civil destacà la construcció del palau Imperial, de pur estil japonès. Durant el període Fujiwara (897-1185), el temple tornà a situar-se a la ciutat, i fou centre de reunió de les classes dirigents. L'arquitectura religiosa imità la dels grans palaus, amb una decoració molt desenvolupada, com al monestir de Byōdō-in –també anomenat del Fènix–, a Uji (fundat el 1053). En aquest temple destaca l'Hōōdō ('saló del Fènix'), situat a la vorera d'un estany, que li proporciona una aparença lírica i espiritual, amb unes línies dinàmiques i elegants, on destaquen les teulades de cantonades curvilínies, que atorguen un aire ascensional al conjunt. Aquest saló conserva una imatge del Buda Amida (Senyor de la Llum Infinita), de 2,5 metres, en fusta lacada, obra del mestre Jōchō.
L'escultura patí un lleuger descens en comparació amb les èpoques anteriors. De nou destaquen les representacions de Buda (Nyoirin-Kannon; Yakushi Nyorai del temple de Jingo-ji a Kyōto; Amida Nyorai al monestir de Byōdō-in), així com algunes deesses sintoistes (Kichijoten, dea de la felicitat, equivalent de la Lakshmī índia). L'excessiva rigidesa de la religió budista limitava l'espontaneïtat de l'artista, que es veia circumscrit a rígids cànons artístics que minvaven la seva llibertat creativa. Entre 859 i 877 es produí l'estil Jogan, caracteritzat per figures d'una severitat quasi intimidatòria, amb un cert aire introspectiu i misteriós, com el Shaka Nyorai de Murō-ji. Durant el període Fujiwara, cobrà preeminència l'escola fundada per Jōchō a Byōdō-in, amb un estil més gràcil i esvelt que l'escultura Jogan, aconseguint unes perfectes proporcions anatòmiques i un gran sentit del moviment. El taller de Jōchō introduí les tècniques yosegi i warihagi, consistents a dividir la figura en dos blocs que posteriorment s'unien per tallar-les, evitant així que s'esquerdessin, un dels principals problemes de les figures de mida gran. Aquestes tècniques permetien igualment un muntatge en sèrie, i es desenvoluparen amb gran èxit a l'escola Kei del període Kamakura.

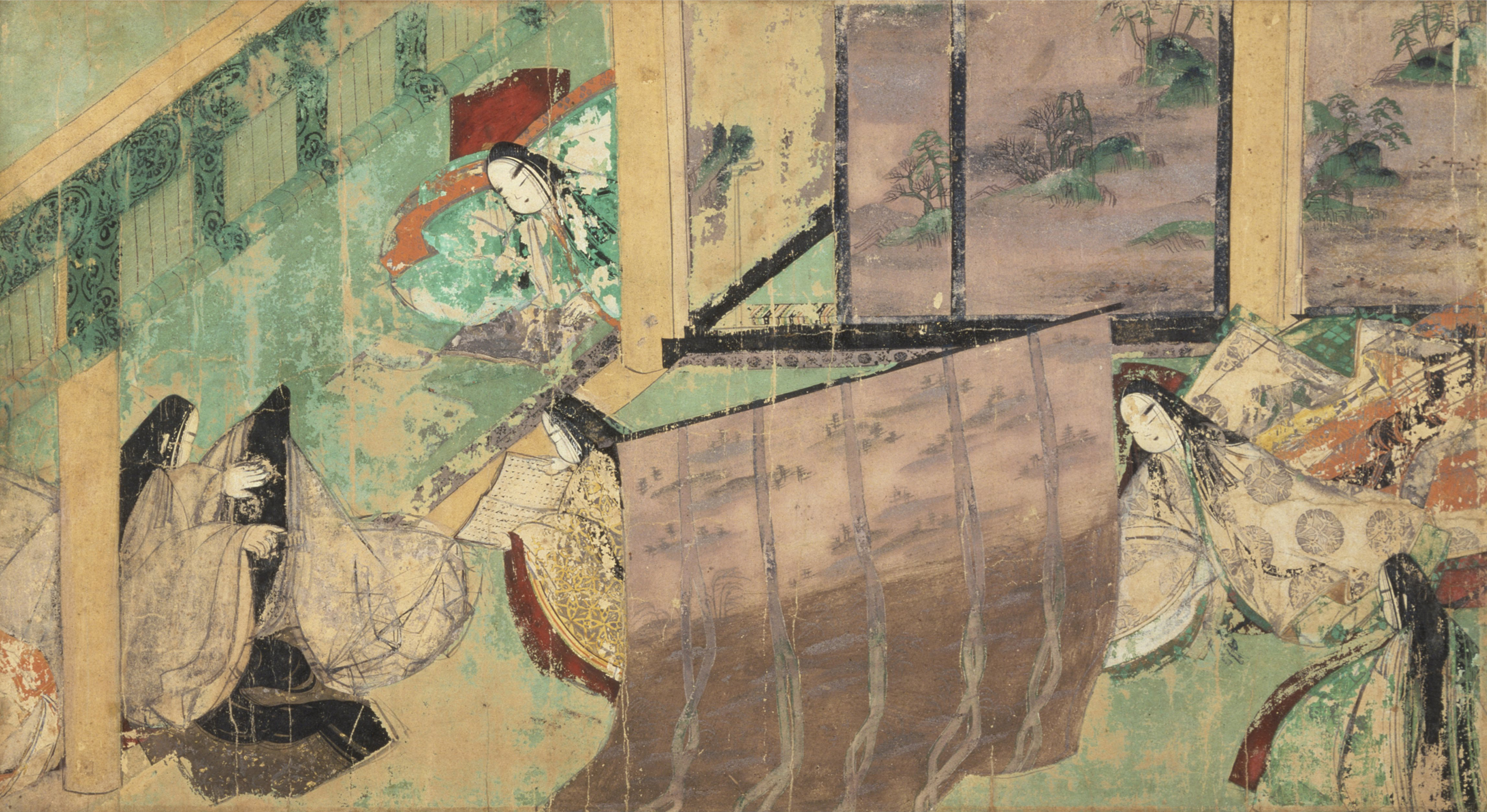
Escena del Genji Monogatari

La pintura a l'inici d'aquest període estava poc desenvolupada, amb poca llibertat creativa i absència del concepte d'espai. L'aparició de l'escola de yamato-e ('pintura japonesa') suposà la independència de la pintura japonesa de la influència xinesa. Es caracteritza per la seva harmonia i la seva concepció diàfana i lluminosa, amb colors vius i brillants, línies simples i decoració geomètrica. Les obres principals es troben als monestirs budistes (Byōdō-in, Kongōbu-ji). Són remarcables els murals del saló del Fènix del Byōdō-in, els paisatges del qual sintetitzen per primer cop el gust estètic més pròpiament japonès, amb el seu sentit de malenconiosa emotivitat. Se substitueixen els elements típics xinesos per d'altres de gust nipó, com els cirerers en flor en lloc dels pruners nevats de moda a la pintura Tang, o els arrossars en lloc dels elevats cims muntanyencs xinesos. Junt a altres elements com glicines, orquídies, peònies, bambú, la lluna, la boira, el mar, la pluja, etc., es creà en aquesta època la més típica imatgeria paisatgística japonesa. Igualment, la composició asimètrica, l'espai buit, l'ambient eteri, el moviment ondulat, els detalls anecdòtics, l'aplicació del color més per taques que en pinzellades, el caràcter líric i emotiu del conjunt seran típics de la pintura japonesa, tant mural com en gravats i paravents. Malgrat això, la influència xinesa continuà en edificis públics i oficials, ja que estava lligada al prestigi funcionarial. Anomenada kara-e, la pintura xinesa prosperà en el cercle imperial, com es percep en obres com el paravent dels Savis i el paravent del llac Kunming.
La pintura yamato-e es desenvolupà notablement en els rotlles manuscrits anomenats emaki, que conjugaven les escenes pictòriques amb l'elegant cal·ligrafia katakana. Aquests rotlles narraven passatges històrics o literaris, com la Història de Genji, novel·la de finals del segle x de Murasaki Shikibu. Mentre que el text era obra de reputats cal·lígrafs, les imatges foren executades generalment per cortesanes de la cort, com Ki no Tsubone i Nagato no Tsubone, que suposen una mostra d'estètica femenina que tindria gran rellevància en l'art japonès. Sorgí llavors una distinció entre pintura femenina (onna-e) i masculina (otoko-e), que marcava una distinció perceptible entre el món públic, considerat masculí, i d'influència xinesa, i el privat, de caràcter femení i estètica més pròpiament nipona. En onna-e, a més de la Història de Genji, destacà l'Heike Nogyo (Sūtra del lotus), encarregat pel clan Taira per al santuari d'Itsukushima, amb un total de 33 rotlles sobre la salvació de les ànimes pregonada pel budisme. L'otoko-e era més narratiu i enèrgic que l'onna-e, més ple d'acció, amb més realisme i moviment, com als rotlles Shigisan Engi, sobre els miracles del monjo Myoren; el Ban Danaigon E-kotoba, sobre una guerra de clans rivals al segle ix; i el Chōjugiga, escenes d'animals de signe caricaturesc i to satíric, criticant l'aristocràcia.
En aquesta època, la ceràmica no tingué una especial rellevància, i destacaren en canvi les obres en laca –generalment caixes per a cosmètics– i els objectes de metall, en què destaquen els miralls. En laca emprà la tècnica maki-e, consistent a espolsar pols de colors, or i plata sobre la laca humida, creant dibuixos de gran finor i subtil tonalitat. De vegades incloïa incrustacions de nacre (raden). També adquiriren rellevància els ventalls, decorats amb textos dels sūtras budistes i amb escenes de gènere.

### Període Kamakura(1185-1333)

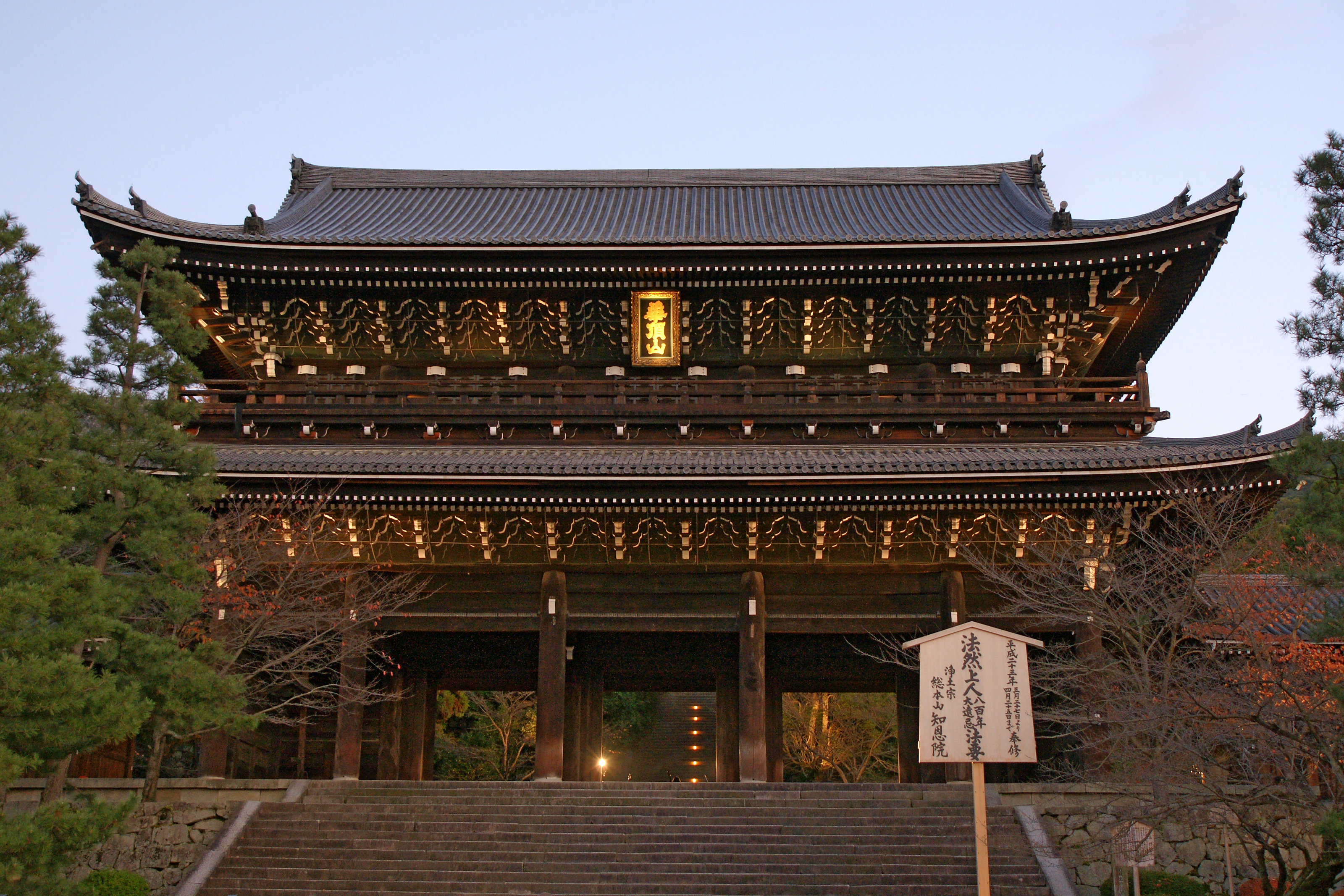
Porta Sanmon del Chion-in, Kyōto, Tresor Nacional del Japó

Després de diverses disputes entre els clans feudals, s'imposà el dels Minamoto, que establiren el shogunat, un tipus de govern de caràcter militar. En aquesta època s'introduí al Japó la secta zen, que influiria poderosament en l'art figuratiu. L'arquitectura era més senzilla, funcional, menys luxosa i recarregada. La influència zen provocà l'anomenat estil Kara-yo: els monestirs zen seguien la planimetria axial xinesa, encara que l'edifici principal no era el temple, sinó la sala de lectura, i el lloc d'honor no l'ocupava una estàtua de Buda, sinó un petit tron on l'abat ensenyava als seus deixebles. Destaquen el conjunt de cinc grans temples de Sanjūsangen-dō, a Kyōto (1266), així com els monestirs Kennin-ji (1202) i Tōfuku-ji (1243) a Kyōto, i Kenchō-ji (1253) i Engaku-ji (1282) a Kamakura. El Kōtoku-in (1252) és famós per la seva estàtua de bronze del Buda Amida, de 13 metres d'alçada i un pes de 93 tones, i és el segon Buda més gran del Japó després del de Tōdai-ji. El 1234 es construí el temple de Chion-in, seu del budisme Jōdo shū ('secta de la Terra Pura'), que desataca per la seva colossal porta principal (Sanmon), que és l'estructura més gran del seu tipus al Japó. Un dels darrers exponents d'aquest període fou l'Hongan-ji (1321), format per dos temples principals: el Nishi Hongan-ji, que inclou els salons Goei-dō ('saló del fundador') i Amida-dō ('saló del Buda'), junt a un pavelló de te i dos escenaris de teatre nō, un dels quals presumeix de ser el més vell que es conserva; i l'Higashi Hongan-ji, on es troba el famós jardí de Shosei-en.

Estàtua de bronze del Buda Amida al temple Kōtoku-in, Kamakura (1252)

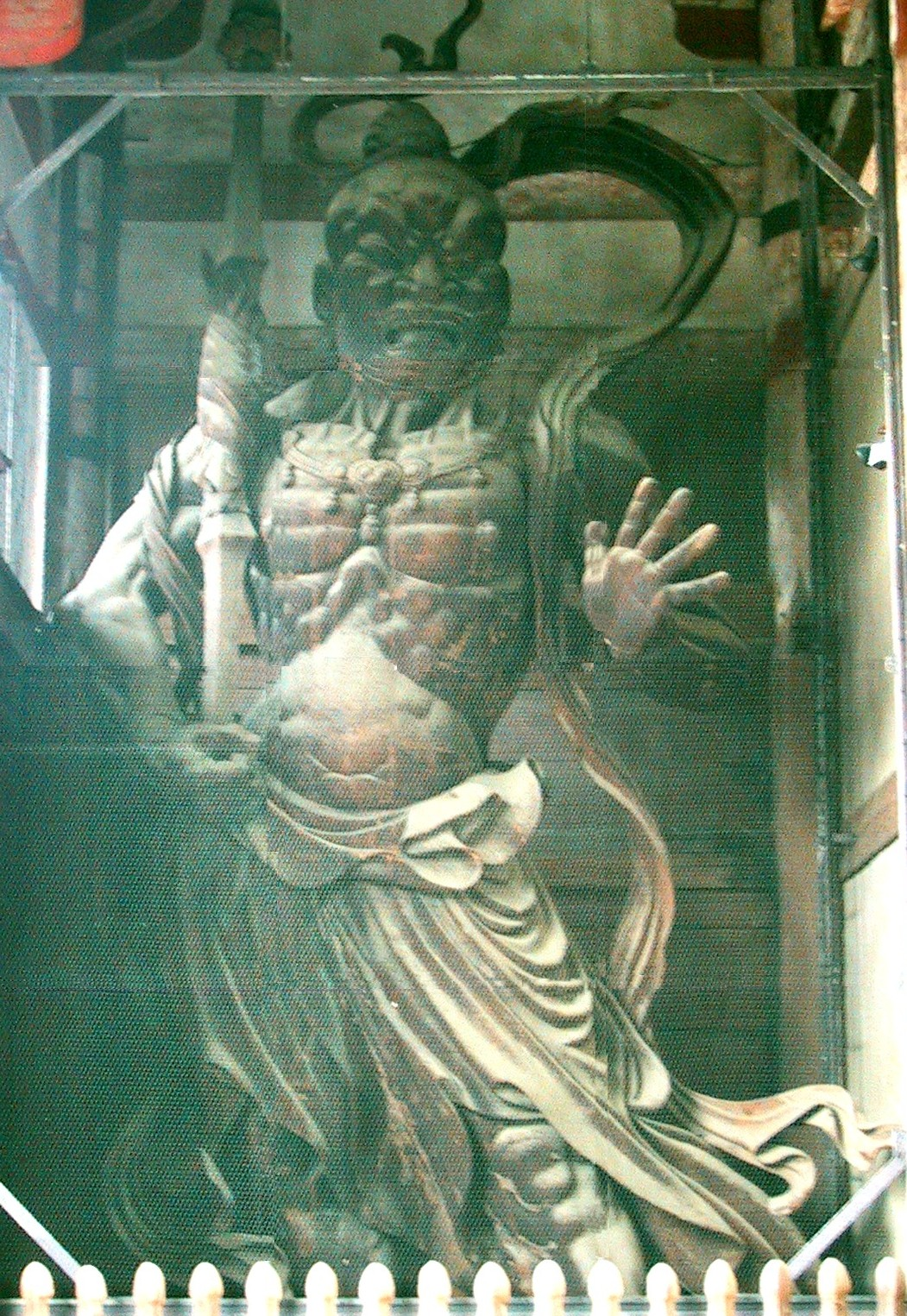
Un dels Kongo Rikishi esculpits per Unkei a Tōdai-ji, Nara, 1203

L'escultura adquirí gran realisme; trobà l'artista major llibertat creativa, com es denota als retrats de nobles i militars, com el de Uesugi Shigefusa (d'artista anònim), un militar del segle xiv. Les obres zen se centraren en la representació dels seus mestres, en un tipus d'estàtua anomenada chinzo, com la del mestre Muji Ichien (1312, d'autor anònim), en fusta policromada, que representa el mestre zen assegut en un tron, en actitud de relaxada meditació. Cobrà especial importància per la qualitat de les seves obres l'escola Kei de Nara, hereva de l'escola Jōchō del període Heian, en què destacà l'escultor Unkei, autor de les estàtues dels monjos Muchaku i Seshin (Kōfuku-ji de Nara), així com imatges dels Kongo Rikishi (esperits guardians), com les dues colossals estàtues situades a l'entrada del temple Tōdai-ji (1199), de 8 metres d'alçada. L'estil d'Unkei, influït per l'escultura xinesa de la dinastia Song, era de gran realisme: captava a la vegada el més detallat estudi fisonòmic amb l'expressió emotiva i l'espiritualitat interior de l'individu retratat. S'arribà fins a incrustar cristalls foscos als ulls, per a donar major expressivitat. L'obra d'Unkei suposà l'inici del retrat japonès. Continuà la seva obra el seu fill Tankei, autor del Kannon Senju per al Sanjūsangen-dō.

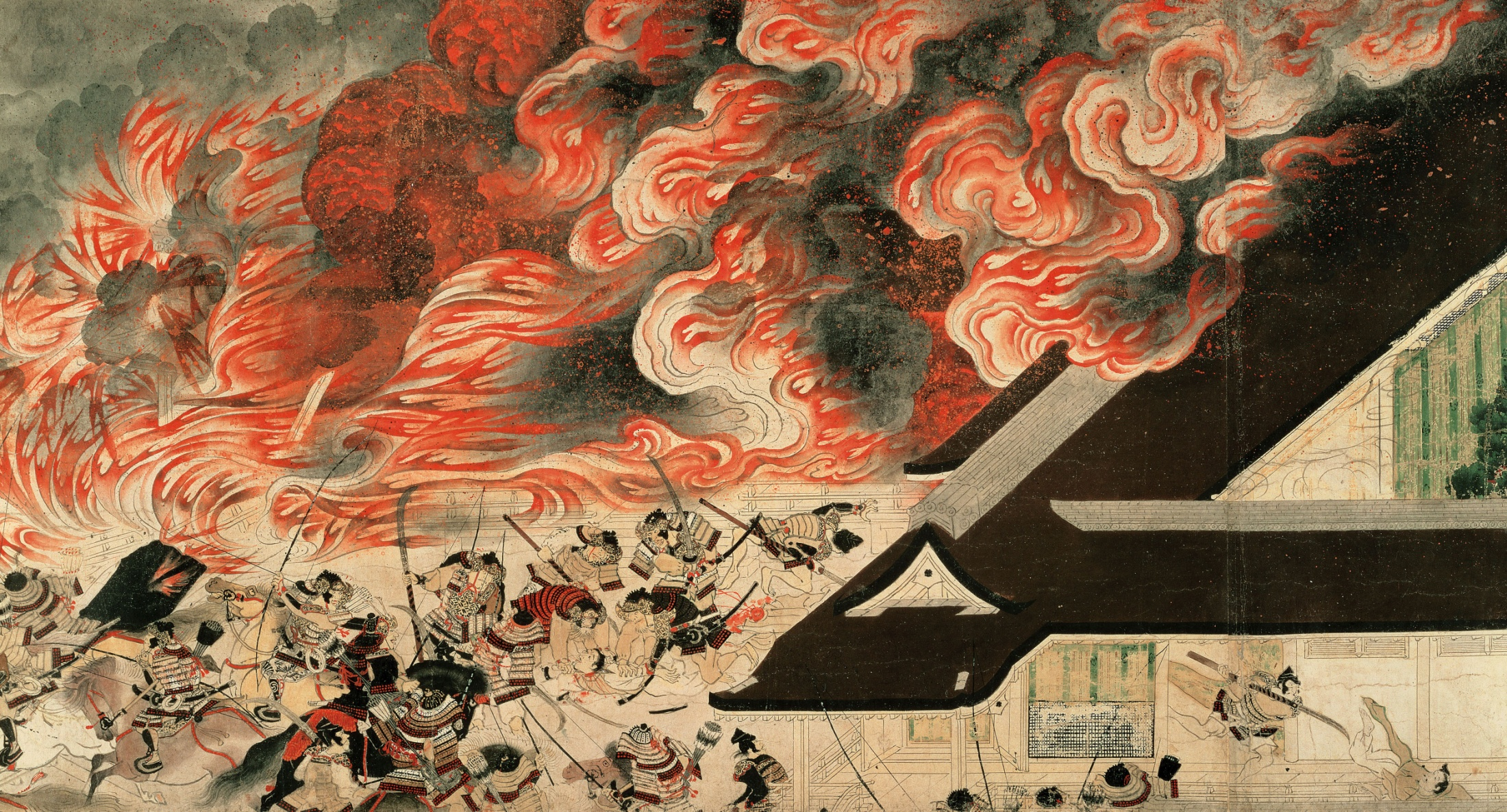
Rotlle amb descripcions de l'atac nocturn al palau Sanjō, detall dels Rotlles il·lustrats dels successos de l'era Heiji, anònim, Museum of Fine Arts, Boston

La pintura es caracteritzà per un major realisme i per la seva introspecció psicològica. Es desenvolupà principalment el paisatgisme (La cascada de Nachi) i el retrat (El monjo Myoe en contemplació, d'Enichi-bo Jonin; conjunt de retrats del temple Jingo-ji de Kyōto, obra de Fujiwara Takanobu; retrat de l'emperador Hanazono, de Goshin). Continuà l'estil yamato-e i la pintura narrativa en rotlles, alguns de fins a nou metres de longitud. Aquests rotlles reflectien aspectes de la vida quotidiana, escenes urbanes o rurals, o bé il·lustraven esdeveniments històrics, com la guerra de 1159 a Kyōto entre branques rivals de la família imperial. Es presentaven en escenes successives, seguint un ordre narratiu, amb una panoràmica elevada, com a vista d'ocell. Destaquen els Rotlles il·lustrats dels successos de l'era Heiji (Heiji monogatari) i els rotlles Kegon Engi, d'Enichi-bo Jonin. La pintura relacionada amb la secta zen era d'influència més directament xinesa, traçada en senzilles línies de tinta xinesa seguint la màxima zen que «massa colors enceguen la visió».
En aquesta època, s'inicià la producció de la que seria la ceràmica més típicament japonesa, i en destaca la figura de Toshiro. Creixé l'artesania destinada a la vida militar, especialment armadures i espases (katana), confeccionades amb dues capes de ferro i acer sotmeses a ignició i immersió, amb una característica marca temperada al vapor anomenada ni-e.

### Període Muromachi(1333-1573)

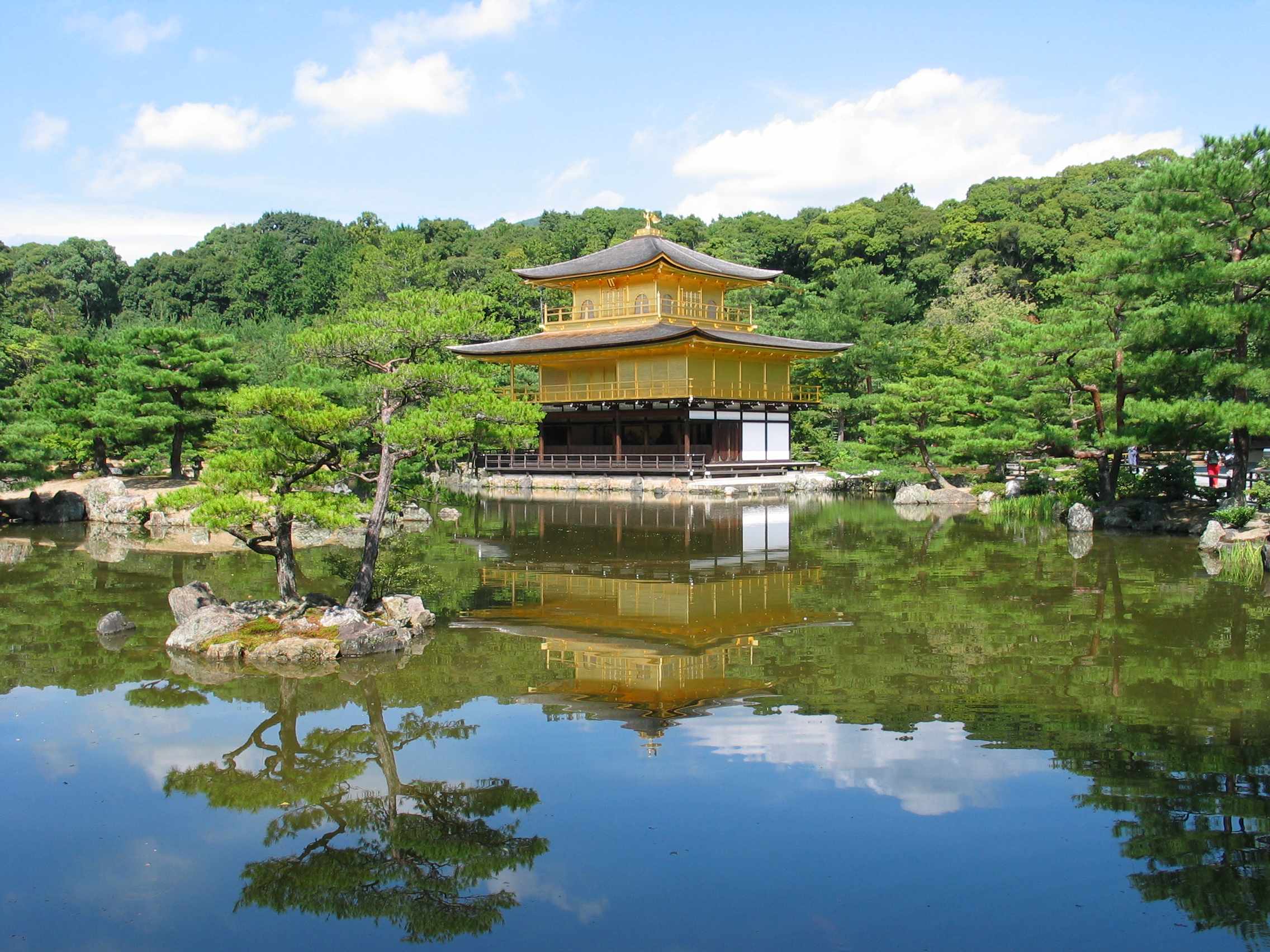
Temple de Kinkaku-ji, Kyōto, 1397

Durant aquest període, el shōgunat fou ostentat pels Ashikaga, les lluites internes dels quals afavoriren el creixent poder dels daimyō, que es repartiren el territori. L'arquitectura era més elegant i típicament japonesa, destacant les mansions senyorials, monestirs com el de Zuiho-ji, i temples com els de Shōkoku-ji (1382), Kinkaku-ji o pavelló d'Or (1397) i Ginkaku-ji o pavelló de Plata (1489), a Kyōto. El Kinkaku-ji fou construït com a vil·la de descans del shōgun Ashikaga Yoshimitsu, com a part de la seva propietat anomenada Kitayama. El seu fill transformà l'edifici en un temple de la secta Rinzai. És un edifici de tres plantes, amb les dues superiors recobertes amb fulles d'or pur. El pavelló funciona com un shariden, guardant les relíquies de Buda. També conté diverses estàtues de Buda i figures de bodhisattvas, i en el sostre està ubicat un fenghuang o fènix xinès daurat. També té un magnífic jardí adjacent, amb un estany anomenat Kyōko-chi ('mirall d'aigua'), amb nombroses illes i pedres que representen la història de la creació budista. Per la seva banda, el Ginkaku-ji fou construït pel shōgun Ashikaga Yoshimasa, que cercava emular el Kinkaku-ji construït pel seu avi Yoshimitsu, però lamentablement no pogué recobrir l'edifici amb plata tal com ho havia planejat. També és característica de l'arquitectura d'aquesta època l'aparició del tokonoma, habitació reservada a la contemplació d'una pintura o un arranjament floral, en consonància amb l'estètica zen. D'igual forma, s'introduí el tatami, un tipus de catifa confeccionada amb palla d'arròs, que feu més agradable l'interior de l'habitatge japonès.

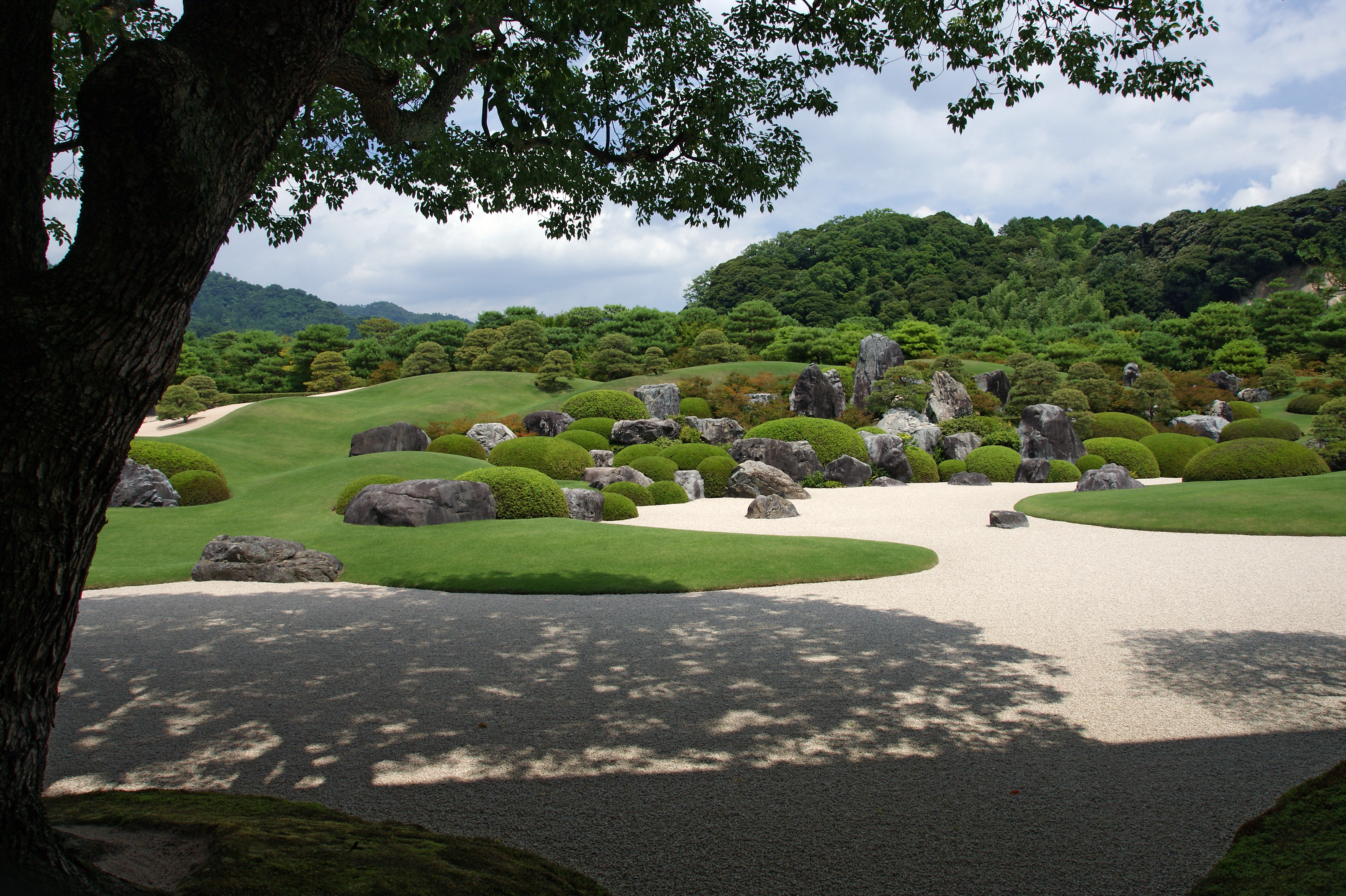
Jardí japonès del Museu d'Adachi

En aquesta època es desenvolupà notablement l'art de la jardineria, assentant les bases artístiques i estètiques del jardí japonès. Sorgiren dues principals modalitats: tsukiyama, al voltant d'un turó i un llac; i hiraniwa, jardí pla de sorra rastellada, amb pedres, arbres i pous. La vegetació més habitual consisteix en bambú i diversos gèneres de flors i arbres, ja siguin de fulla perenne, com el pi negre japonès, o de fulla caduca, com l'auró japonès, i són igualment valorats elements com falgueres i molsa. Altre element típic de la jardineria i l'interiorisme és el bonsai. Sovint els jardins inclouen un llac o estany, diversos tipus de pavellons (generalment per a la cerimònia del te) i llanternes de pedra. Una de les traces típiques del jardí japonès –com en la resta del seu art– és l'aspecte imperfecte, inacabat, asimètric. Hi ha diversos tipus de jardins: de passeig, que es contemplen caminant per una senda o a l'entorn d'un estany; d'apartament, que es gaudeixen des d'un lloc fix, generalment un pavelló o cabana de tipus machiya; de te (rōji), al voltant d'un camí que condueix a la casa de te, amb rajoles o pedres per a marcar el camí; i de contemplació (karesansui, 'paisatge de muntanya i aigua'), que és el més típic jardí zen, que es contempla des d'una plataforma ubicada als monestirs zen. Un bon exemple n'és l'anomenat Paisatge sense aigua del jardí de Ryōan-ji, a Kyōto, obra del pintor i poeta Sōami (1480), que representa un mar –fet amb sorra rastellada– ple d'illes –que són roques–, elaborant un conjunt que lliga realitat i il·lusió, i que invita a la quietud i la reflexió.
També florí la pintura, emmarcada dins de l'estètica zen, que rebé la influència xinesa de les dinasties Yuan i Ming, reflectida principalment en el decorativisme. S'introduí la tècnica de l'aiguada, perfecta transcripció de la doctrina zen, que pretén reflectir en els paisatges allò que signifiquen, més que no pas el que representen. Sorgí la figura del bunjinso, el monjo intel·lectual creador de les seves pròpies obres, estudiosos i seguidors de les tècniques xineses en tinta monocroma, en pinzellades breus i difoses, que reflectiren en les seves obres elements naturals com pins, joncs, orquídies, bambús, roques, arbres, ocells i figures humanes immerses en la natura, en actitud de meditació. Alguns d'aquests monjos artistes foren: Mokuan Reien, Gyokuen Bompo, Ue Gukei, etc.

Vista d'Ama-no-hashidate, de Sesshū Tōyō

Al Japó, aquesta tècnica amb tinta xinesa rebé el nom de sumi-e. Basat en els set principis estètics del zen (vegeu l'apartat Teoria i estètica), el sumi-e ('pintura a tinta') pretenia reflectir les més intenses emocions interiors per mitjà de la senzillesa i l'elegància, en línies simples i modestes que transcendeixen el seu aspecte extern per significar un estat de comunió amb la natura. Per als monjos zen, el sumi-e era una via (dō) per a cercar la pau interior, la realització espiritual. Les propietats tonals de la tinta, subtils i difoses, permetien a l'artista captar l'essència de les coses, en una impressió senzilla i natural, però al mateix temps profunda i transcendent. És un art espontani i de ràpida execució, impossible de retocar, fet que el vincula amb la vida, en què és impossible tornar al passat. Cada pinzellada expressa l'energia vital (ki), ja que és un acte de creació, en què es posa l'esperit en acció, i en què importa més el procés que no pas el resultat.
Els principals artistes del sumi-e foren: Muto Shui, Josetsu, Shūbun, Sesson Shukei i, sobretot, Sesshū Tōyō, autor de retrats i paisatges, primer artista que pintà del natural. Sesshū era un gaso, un monjo pintor, que viatjà a la Xina entre 1467 i 1469, on estudià l'art i el paisatge natural. Els seus paisatges estan compostos per estructures lineals, il·luminats per una llum sobtada que reflecteix el concepte zen de l'instant transcendental. Són paisatges amb presència d'elements anecdòtics, com temples a la llunyania o petites figures humanes, emmarcats en paratges recòndits com penya-segats.
Sorgí igualment un nou gènere de pintura poema, el shigajiku, en què un paisatge il·lustra un poema d'inspiració naturalista. Cal esmentar també l'escola Kanō, fundada per Kanō Masanobu, que aplicà la tècnica de l'aiguada a temes tradicionals, il·lustrant d'aquesta manera temes sagrats, nacionals i paisatges. L'aiguada també s'aplicà en paravents i en plafons pintats a les portes corredisses fusuma, característiques de l'interiorisme japonès. En ceràmica destacà l'escola de Seto, i n'és la tipologia més popular l'anomenat temmoku. També són mostres remarcables d'aquesta època els objectes de laca i metall.

### Període Azuchi-Momoyama(1573-1603)

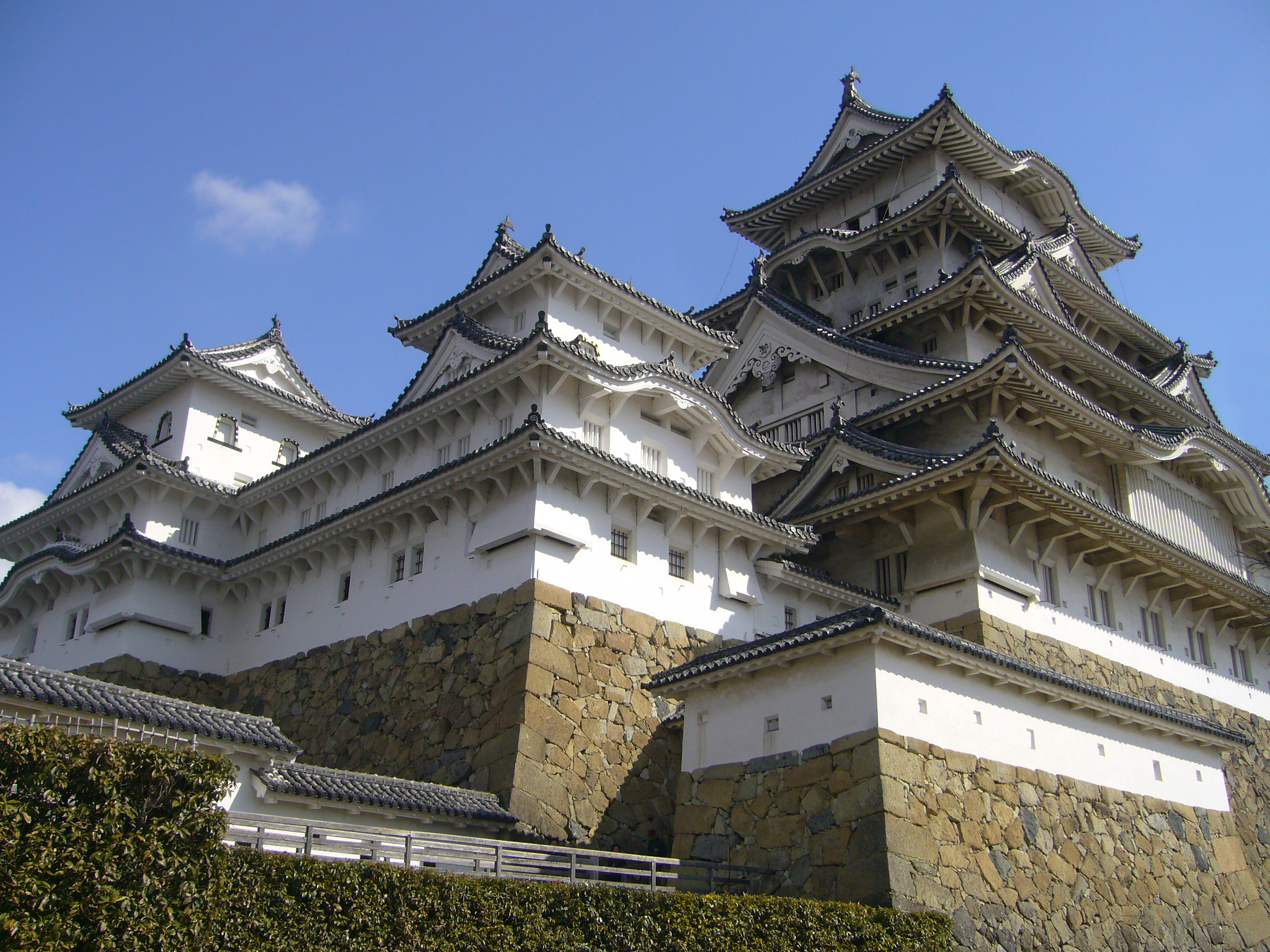
Castell Himeji (1601-1608)

Japó fou novament unificat per Oda Nobunaga, Toyotomi Hideyoshi i Tokugawa Ieyasu, que eliminaren els daimyō i se succeïren en el poder. El seu mandat coincidí amb l'arribada de comerciants portuguesos i de missioners jesuïtes, que introduïren el cristianisme al país, encara que arribaren tan sols a una minoria. La producció artística d'aquesta època s'allunyà de l'estètica budista, remarcant els valors tradicionals japonesos, amb un estil grandiloqüent. La invasió de Corea el 1592 comportà el trasllat forçós de nombrosos artistes coreans al Japó, instal·lats en centres productors de ceràmica aïllats de la resta. Tanmateix, durant aquest període es van rebre les primeres influències d'Occident, reflectides en l'anomenat estil Nanban (bàrbars del sud, nom donat als europeus), desenvolupant en l'escultura miniaturista, de tema profà, objectes decoratius en porcellana i paravents decorats en estil yamato-e, amb colors brillants i pa d'or, en escenes que narren l'arribada dels europeus a les costes japoneses. La influència occidental introduí la pintura a l'oli i l'ús de la perspectiva, encara que en general no tingueren gaire èxit en l'art tradicional japonès.
En arquitectura destacà la construcció de grans castells (shiro), que foren fortificats per la introducció al Japó d'armes de foc d'origen occidental. Bones mostres en són els castells d'Himeji, Azuchi, Matsumoto, Nijō i Fushimi-Momoyama. El castell d'Himeji, una de les principals construccions de l'època, combina unes massisses fortificacions amb l'elegància d'una estructura d'aspecte vertical, en cinc pisos construïts en fusta i guix, amb teulades de suaus formes curvilínies similars a les dels tradicionals temples japonesos. També proliferaren les vil·les rústiques per a la cerimònia del te, compostes de petites vil·les o palaus i amples jardins, i es construïren en algunes ciutats teatres de fusta per a les representacions de kabuki.

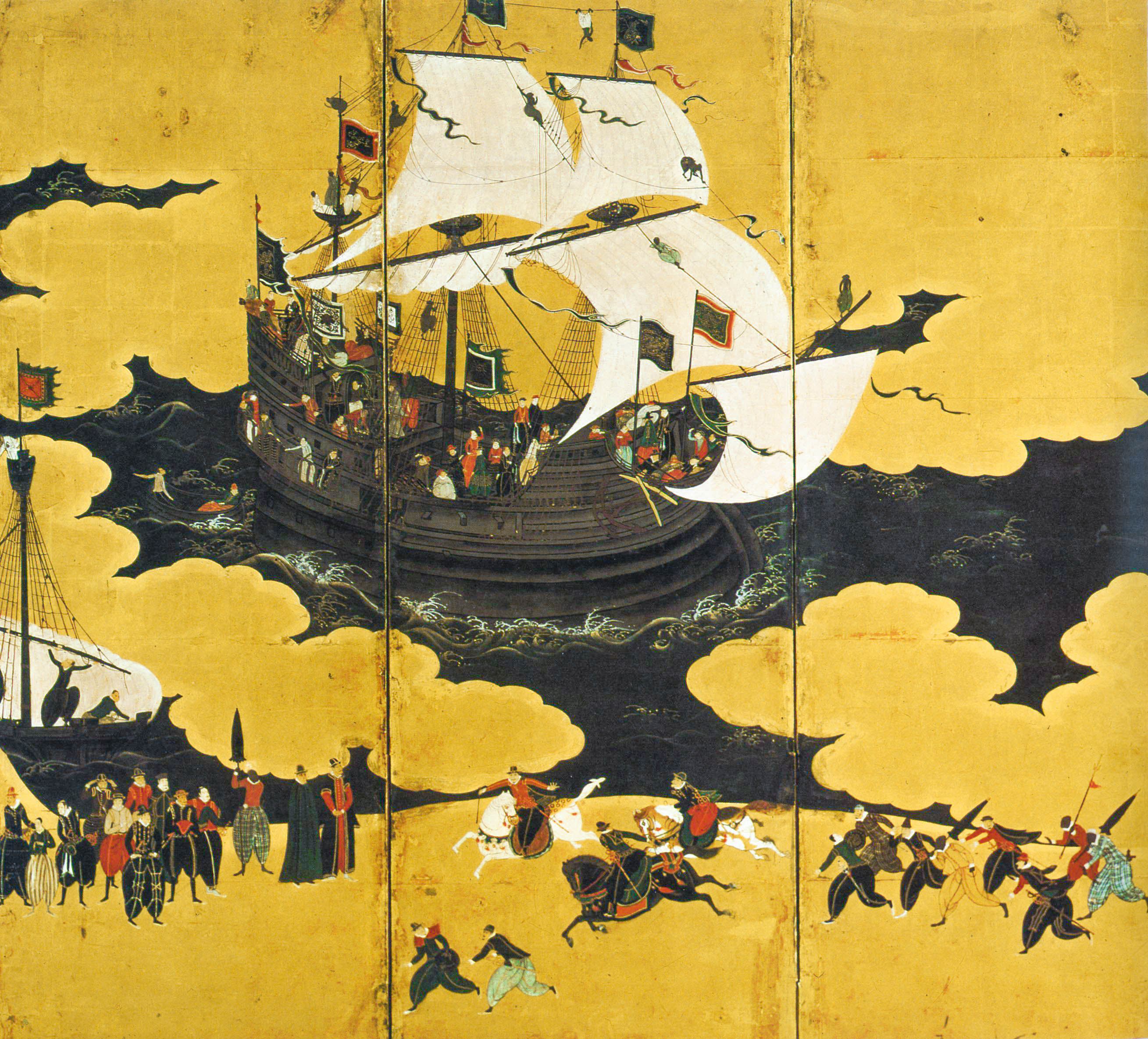
L'arribada dels portuguesos, de Kanō Naizen, Kōbe Shiritsu Nanban Bijutsukan, Kōbe

En pintura, l'escola Kanō rebé la majoria d'encàrrecs oficials, desenvolupant la pintura mural dels principals castells japonesos. Figures destacades en són els noms de Kanō Eitoku i Kanō Sanraku. Per als castells, amb poca il·luminació per les seves estretes obertures defensives, es creà un tipus de paravents amb fons daurat que reflectien la llum i l'escampaven per tota l'estança, amb grans murals decorats amb escenes heroiques, animals com tigres i dracs, o bé paisatges amb presència de jardins, estanys i ponts, o sobre les quatre estacions, un tema bastant freqüent a l'època. Continuà l'estil yamato-e principalment entre la classe burgesa, representada per l'escola Tosa, que continuà la tradició èpica japonesa d'escenes històriques i paisatges, i en destacaren les figures de Tosa Mitsuyoshi i Tosa Mitsunori. També es desenvolupà notablement la pintura en paravents, generalment en tintes aiguades, seguint l'estil sumi-e, com s'aprecia en l'obra de Hasegawa Tōhaku (Bosc de pins) i Kaihō Yūshō (Pi i pruner a la llum de la lluna). Destacà igualment la figura de Tawaraya Sōtatsu, autor d'obres de gran dinamisme, en rotlles manuscrits, paravents i ventalls. Creà un estil líric i decoratiu inspirat en l'escriptura waka de l'època Heian, que fou anomenat rinpa, i produí obres de gran bellesa visual i intensitat emocional, com Història de Genji, La senda de l'heura, Els déus del tro i del vent, etc.
La terrisseria assolí un moment de gran esplendor, desenvolupant-se la ceràmica destinada a la cerimònia del te, inspirada en la ceràmica coreana, la rusticitat i aspecte inacabat de la qual traduïen perfectament l'estètica zen que impregna el ritu del te. Sorgiren nous dissenys com els plats nezumi i les gerres d'aigua kogan, generalment de cos blanc banyat en una capa de feldespat i decorat amb senzills dibuixos realitzats amb una barbotina de ferro. Era una ceràmica gruixuda i d'aspecte vidriat, amb un tractament inacabat, que dona una sensació d'imperfecció i vulnerabilitat. Seto continuà sent un dels principals centres de producció, mentre que a la localitat de Mino nasqueren dues importants escoles: Shino i Oribe. També destacaren l'escola de Karatsu i dos originals tipus de ceràmica: Iga, de textura basta i una espessa capa de vidriat, amb profunds clivells; i Bizen, pisa d'un marró vermellenc i sense vidrar, retirada encara tendra del torn per produir unes petites esquerdes i incisions naturals que li donaven un aspecte trencadís, novament segons l'estètica zen d'imperfecció.
Un dels millors artistes d'aquesta època fou Honami Kōetsu, que destacà tant en pintura com en poesia, jardineria, laca, etc. Educat en la tradició artística procedent del període Heian i a l'escola Shorenin de cal·ligrafia, fundà una colònia d'artesans a Takagamine, prop de Kyōto, gràcies a uns terrenys cedits per Tokugawa Ieyasu. La colònia es nodrí d'artesans de l'escola budista Nichiren, i produí una sèrie d'obres de gran qualitat. S'especialitzaren en objectes de laca, principalment accessoris d'escriptori, decorats amb incrustacions d'or i nacre, així com en diversos utensilis i vaixelles per a la cerimònia del te, i en destacà un tipus de bol anomenat fujisan, amb un cos vermellenc cobert d'una barbotina negra i, a la part superior, un blanc vidriat opac que fa l'efecte de neu que cau.

### Període Edo(1603-1868)

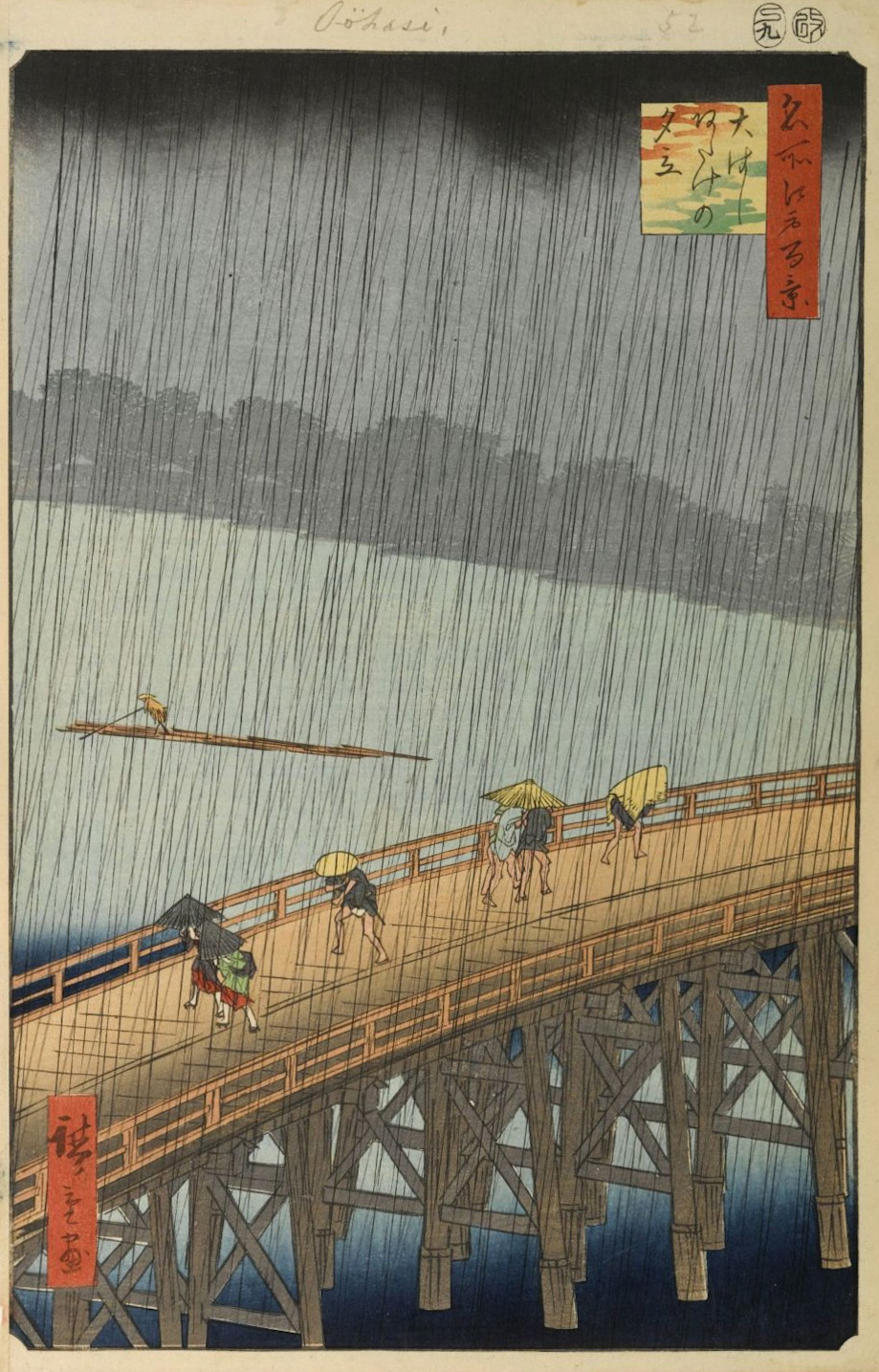
El pont Ōhashi a Atake sota una pluja sobtada (1857), d'Utagawa Hiroshige, Brooklyn Museum of Art, Nova York

Aquest període artístic es correspon amb l'històric de Tokugawa, en què el Japó es va tancar a tot contacte exterior. La capital s'establí a Edo, futura Tōkyō. Els cristians foren perseguits i els comerciants europeus expulsats. Malgrat el sistema de vassallatge, proliferà el comerç i l'artesania, i aparegué una classe burgesa que fou creixent en poder i influència, i que es dedicà al foment de les arts, especialment gravats, ceràmica, laca i productes tèxtils.
Els edificis més importants són el palau de Katsura de Kyōto i el mausoleu de Tōshō-gū a Nikkō (1636), que forma part dels "santuaris i temples de Nikkō", Patrimoni de la Humanitat reconegut per la UNESCO el 1999. De formes híbrides sintobudistes, és el mausoleu del shōgun Tokugawa Ieyasu. El temple és una estructura rígidament simètrica amb relleus acolorits que cobreixen tota la superfície visible. Destaquen els seus edificis coloristes i ornaments sobrecarregats que es distancien dels estils dels temples d'aquella època. Els interiors estan adornats amb lacats, minucioses escultures de vius colors i magistrals plafons pintats. El palau de Katsura (1615-1662) fou construït amb un pla asimètric d'inspiració zen, on les línies rectes de la façana exterior contrasten amb la sinuositat del jardí circumdant. Vil·la de descans de la família imperial, inclou un edifici principal (Shoin), diversos pavellons, cases de te i un parc de set hectàrees. El palau principal, que té una sola planta, es divideix en quatre pavellons units per les cantonades: Shōkintei, Shōkatei, Shōiken i Gepparō. Tots estan elevats sobre pilars i construïts en fusta amb parets emblanquinades i portes lliscants que condueixen al jardí, i contenen pintures de Kanō Tan'yū. També són característiques d'aquesta època les cases de te (chashitsu), generalment petites construccions de fusta amb teulada de bàlag, rodejades de jardins en un estat d'aparent abandó, amb líquens, molsa i fulles caigudes, seguint el concepte zen d'imperfecció transcendent.
Es desenvolupà notablement la pintura, que adquirí gran vitalitat. Es treballava en diferents formats, des de plafons murals i paravents fins a pergamins, ventalls i petits àlbums. Cobrà un gran auge el gravat en fusta (xilografia), i en sorgí una important indústria en nuclis urbans especialitzada en textos il·lustrats i estampes. Inicialment eren gravats en tinta negra sobre paper acolorit a mà, però a mitjans del segle xviii sorgí la impressió a color (nishiki-e).

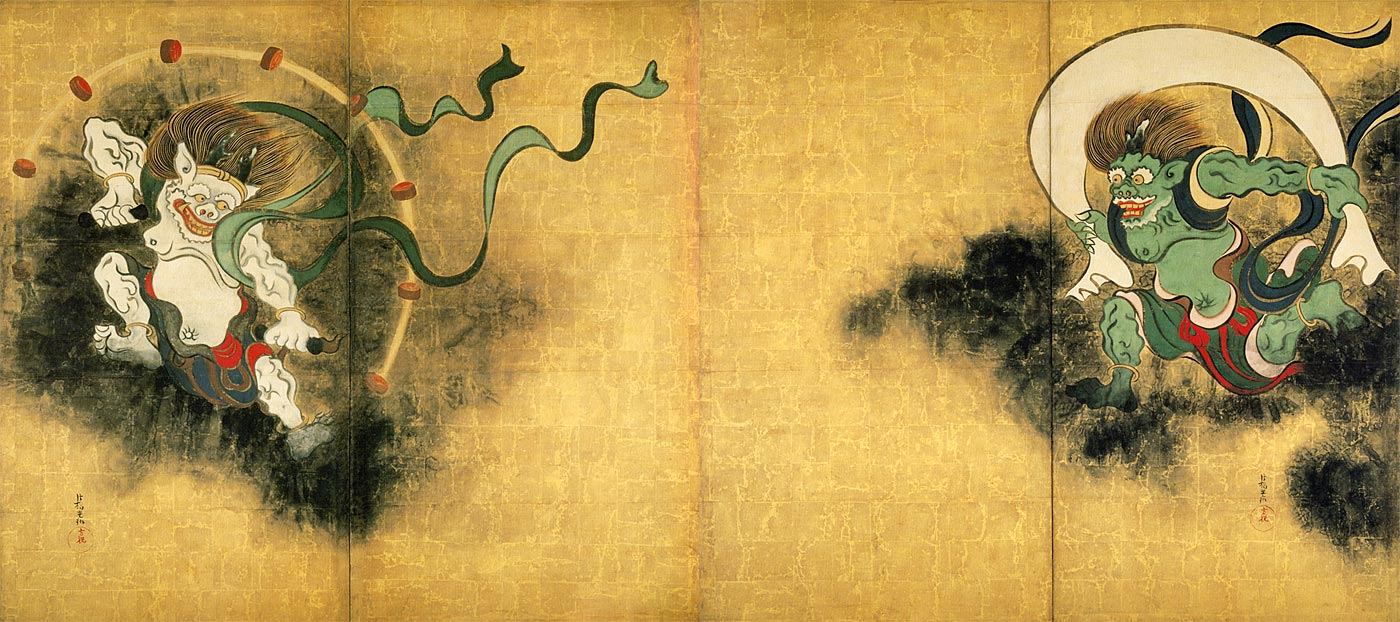
Déu del Vent, déu del Tro, d'Ōgata Kōrin. En aquesta pintura es mostra els déus del tro (esquerra) i del vent (dreta), a l'inici d'un combat celestial

Continuà l'estil rinpa iniciat per Sōtatsu en l'obra d'Ōgata Kōrin, un dels més grans artistes de l'època. La seva producció, alegre i sardònica, es dirigí a les classes mercantils, amb obres d'una elegància urbana i un realisme una mica irreverent, encara que amb un gran virtuosisme i un profund coneixement dels mestres clàssics, com demostra als paravents Pruners vermells i blancs, Ones, Lliris i La història d'Ise. L'escola Kanō rebé els principals encàrrecs oficials del govern, amb un estil d'estètica zen de fortes pinzellades. El seu principal representant fou Kanō Tan'yū, net de Kanō Eitoku, que treballà al palau imperial i al castell de Nagoya, al mateix temps que realitzà una notable tasca erudita recollint notes sobre tot tipus d'obres d'art, amb comentaris i esbossos (shukuzu) de les obres, gran font d'informació per a la historiografia de l'art. Per la seva banda, l'escola Tosa estigué representada per Tosa Mitsuoki, que continuà la tradició èpica del yamato-e.
Al segle xviii aparegué l'escola nanga o pintura idealista, de signe confucià, patrocinada pel shogunat Tokugawa, molt influïda per l'art xinès, que consideraven el bressol de la seva civilització. S'adoptà l'estil wenren dels erudits pintors aficionats xinesos, reduït a petits cercles intel·lectuals formats per professionals de diversa procedència, des de samurais fins a monjos, mercaders i funcionaris. El seu principal punt de referència fou l'escola de Li Guo de la dinastia Song, de pinzellada ampla i curvilínia, que arribà al Japó mitjançant l'escola coreana d'An Kyon. El centre neuràlgic del nanga fou el monestir Mampuku-ji, fundat el 1661 als afores de Kyōto, que es convertí en el centre de la cultura xinesa al Japó. El principal tema representat fou el paisatge, sovint amb elements com flors i ocells, i era usual la combinació de pintura i poesia (haiga). Aquesta escola donà diversos artistes de gran qualitat: Ikeno Taiga, Yosa Buson, Uragami Gyokudō, Aoki Mokubei, Tani Bunchō, Gibon Sengai, Hakuin Ekaku, etc.

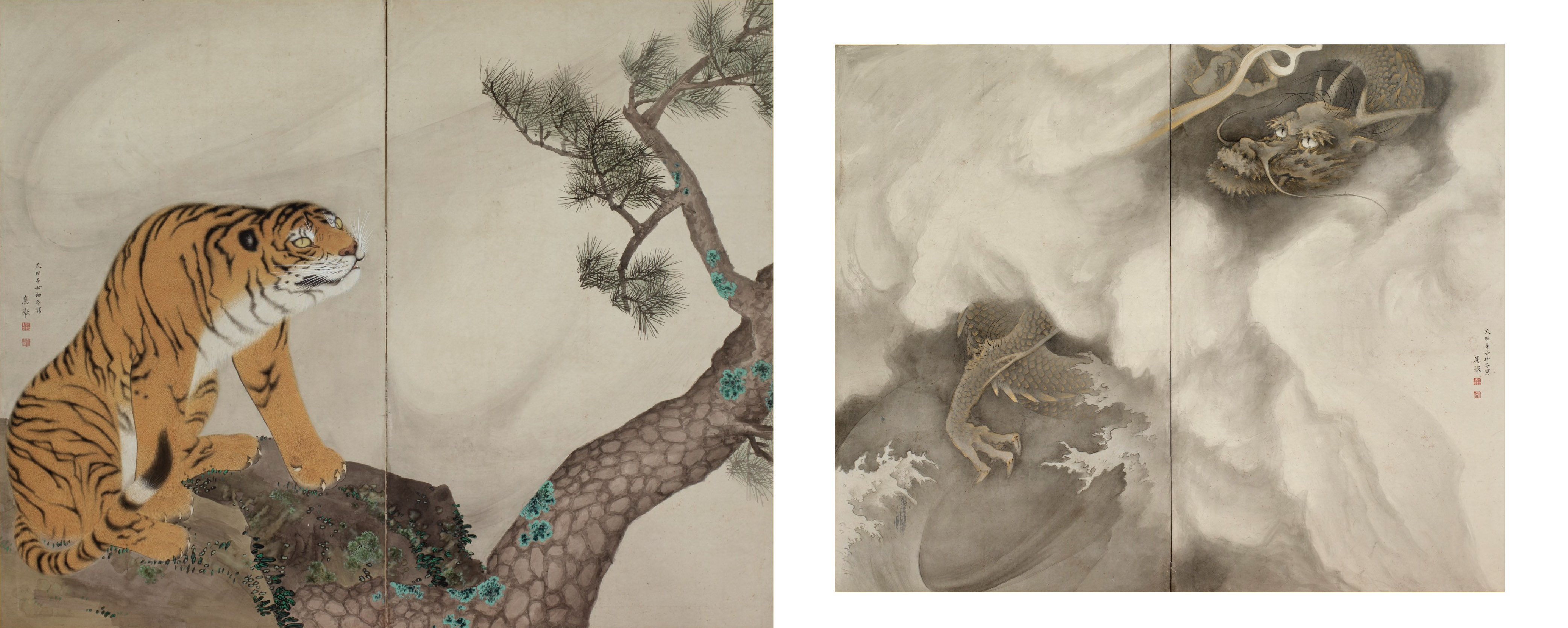
Tigre i drac (1781), paravent de dues pantalles, de Maruyama Ōkyo, Detroit Institute of Arts

A Kyōto naixé altra interessant escola pictòrica, fundada per Maruyama Ōkyo, que combinà diverses tècniques i influències, des de la xinesa fins a l'occidental, que conegué per gravats holandesos. Realitzà rotlles i paravents amb paisatges i fons daurats, i una característica del seu estil és la plasmació del paisatge amb apunts presos directament del natural. Foren deixebles seus Matsumura Goshun, cofundador amb Ōkyo de l'escola Maruyama-Shijō; Itō Jakuchū, artista de gran personalitat que es dedicà al gènere de la natura morta, poc freqüent fins llavors al Japó; i Nagasawa Rosetsu, que arribà a dominar amb mestratge les tècniques occidentals de la perspectiva i el clarobscur.
L'escola més coneguda i notable fou la d'ukiyo-e ('estampes del món que flota'), que destacà per la representació de tipus i escenes populars. Desenvolupada al voltant de la tècnica del gravat –principalment xilografia–, fou un estil de caràcter laic i plebeu, eminentment urbà, que inspirant-se en temes anecdòtics i escenes de gènere els atorgava un lirisme i una bellesa extraordinàries, amb una subtil sensibilitat i un gust refinat de gran modernitat. El fundador en fou Hishikawa Moronobu, a qui seguiren figures com Okumura Masanobu, Suzuki Harunobu, Isoda Koryūsai i Torii Kiyonobu, fundador de l'escola Torii. Diversos artistes es van especialitzar en la reproducció dels actors del teatre popular japonès kabuki (yakusha-e, 'quadres d'actors'), amb un cert aire caricaturesc, entre ells Torii Kiyomasu, Torii Kiyomitsu i, sobretot, Tōshūsai Sharaku. Un altre gènere bastant corrent fou el bijinga ('quadres de dones formoses'), que representava geishas i cortesanes en actituds íntimes i escenes de tocador, amb gran profusió de detalls, principalment als vestits, com es denota en l'obra de Torii Kiyonaga, Kitao Shigemasa, Kitagawa Utamaro i Keisai Eisen. Una altra variant fou el shunga ('estampes primaverals'), de contingut més explícitament eròtic. El paisatgisme fou introduït per Utagawa Toyoharu –fundador de l'escola Utagawa–, que aplicà la perspectiva occidental al paisatge nipó.

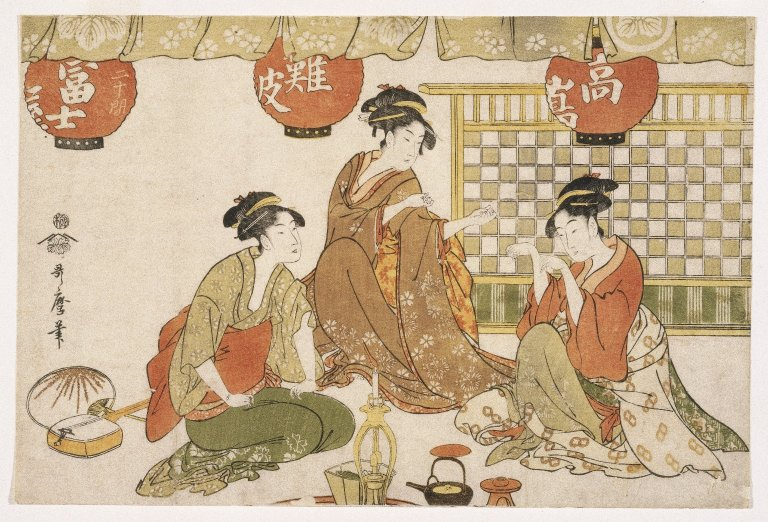
Tres senyores assegudes amb llanternes, tetera, canelobre i instrument de corda (segle xviii), de Kitagawa Utamaro, Brooklyn Museum of Art, Nova York
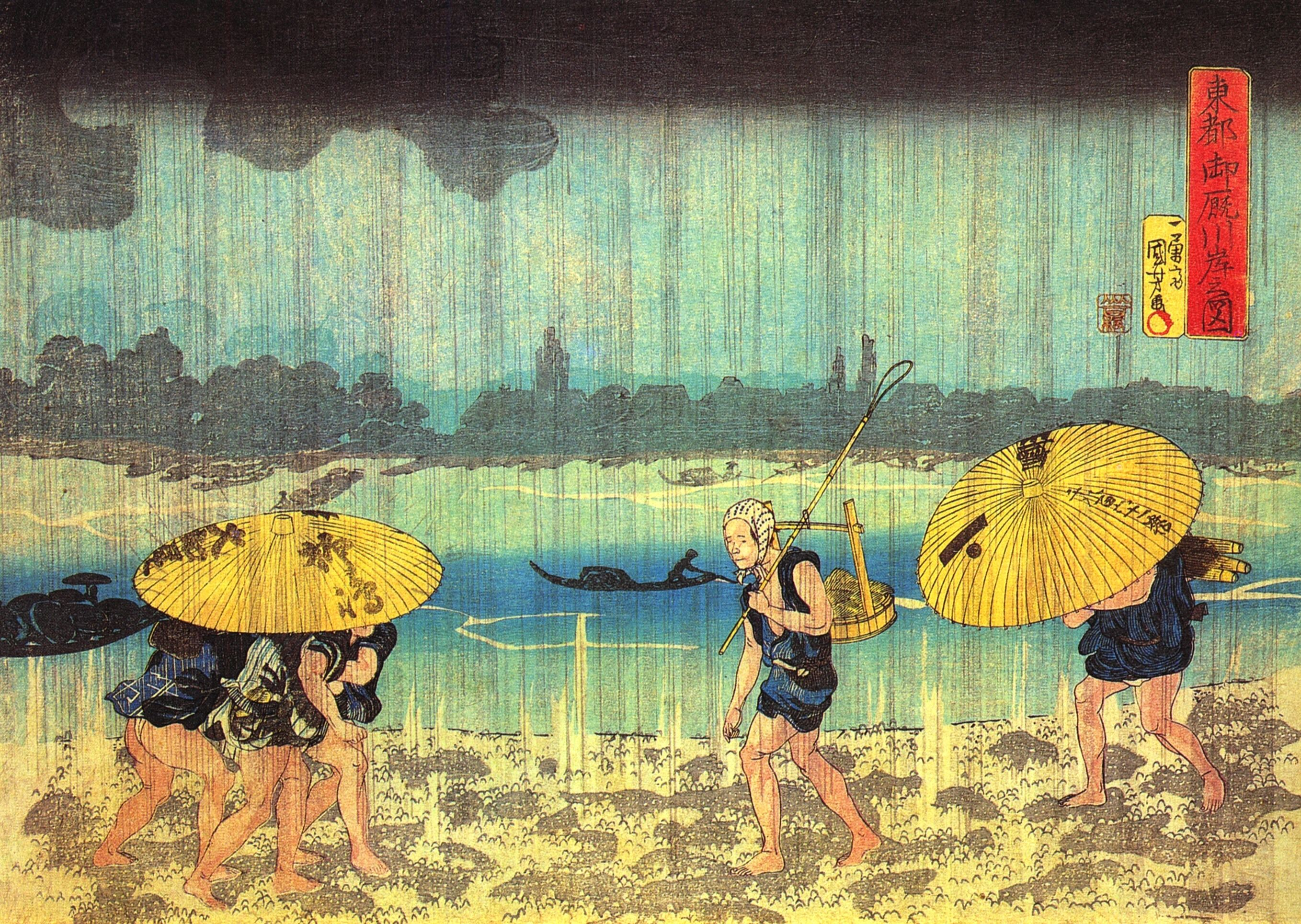
A la vora del riu Sumida, d'Utagawa Kuniyoshi, segle xix
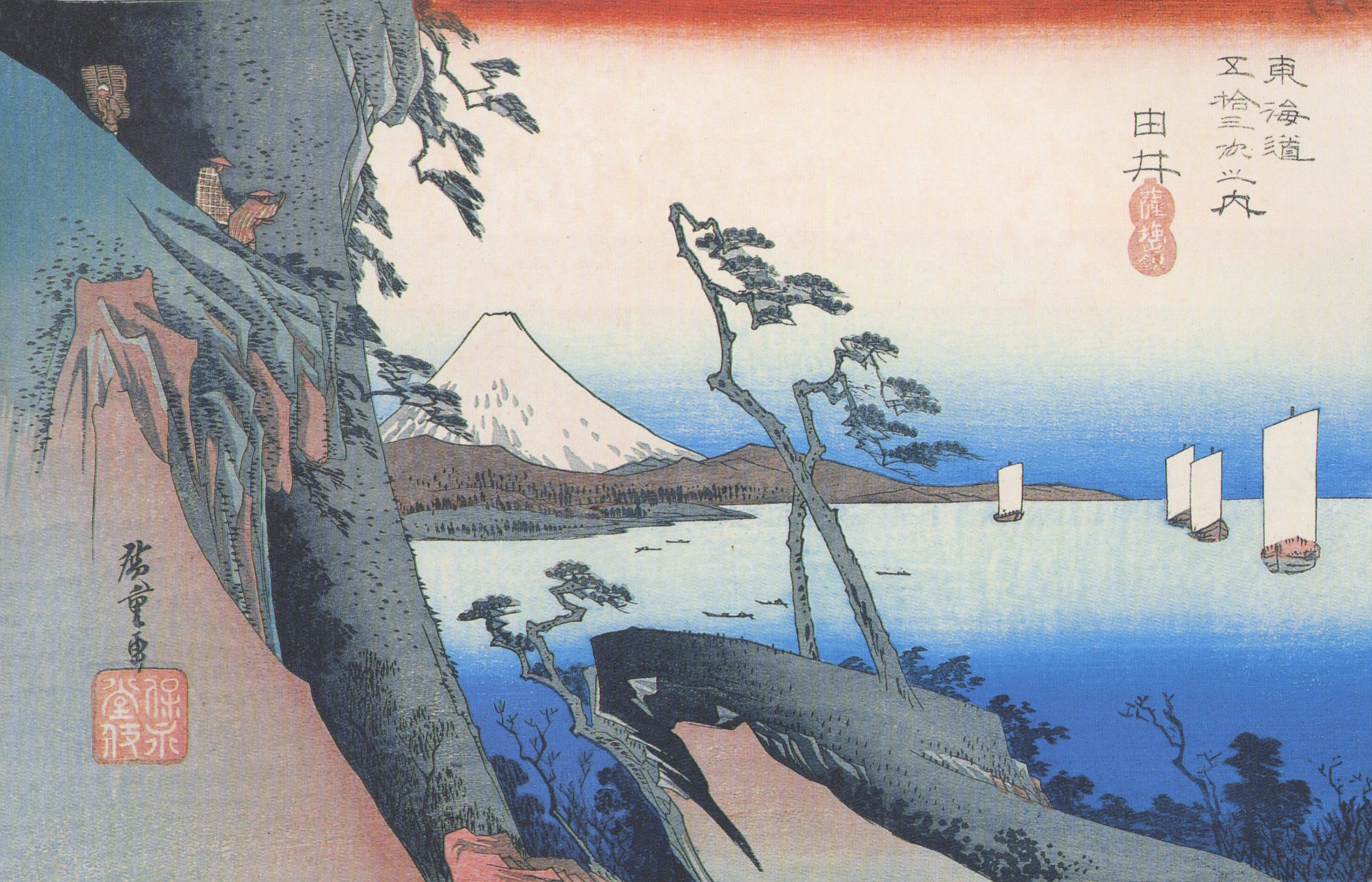
Estació 16: Yui, de la sèrie 53 estacions de Tōkaidō, d'Utagawa Hiroshige
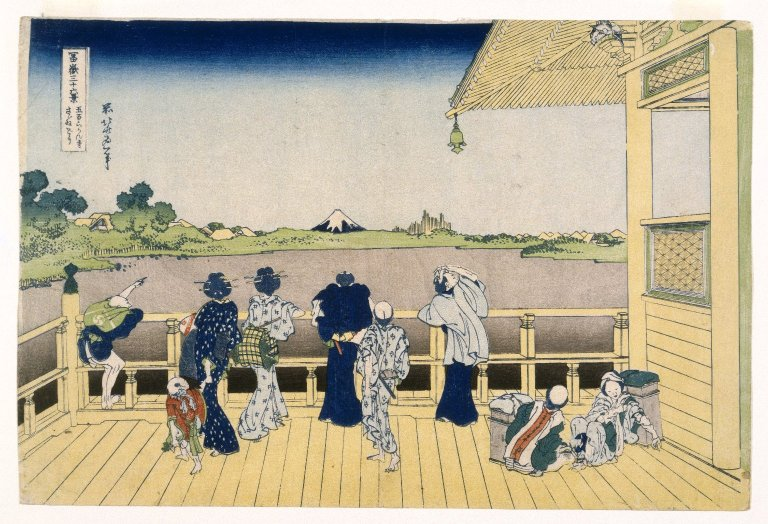
El Fuji vist des de la plataforma de Sasayedo, de Katsushika Hokusai, Brooklyn Museum of Art, Nova York

A principis del segle xix, quan l'art ukiyo-e semblava decaure, aparegué la gran figura de Katsushika Hokusai, autor d'uns 30.000 dibuixos que recopilà en 15 volums, que titulà Manga (1814). Reflectí especialment la vida urbana d'Edo, amb un cert toc humorístic, en un estil enèrgic de forts traços. També fou un gran representant del paisatgisme, i un dels seus motius fonamentals fou el mont Fuji, en escenes de gran colorit, amb un segell fortament personal, ni realista ni idealitzat, reflectint sempre la visió interna de l'artista. Un dels seus darrers exponents i gran mestre de l'escola fou Utagawa Hiroshige, igualment un gran paisatgista, com ho denota en les seves Cent famoses vistes d'Edo. Tenia un estil més realista que Hokusai, però més líric i evocador, utilitzant sovint una perspectiva de fons enquadrats en un primer pla de branques, fulles o altres objectes.

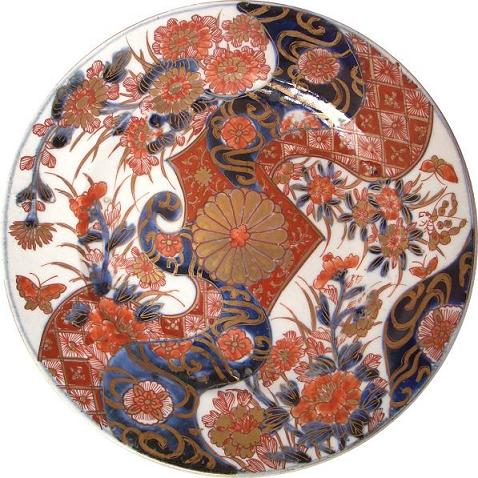
Porcellana d'Imari feta en el

La ceràmica tingué un dels seus majors centres de producció a Kyōto, amb influència de l'art xinès i coreà; el seu principal artista fou Nonomura Ninsei. A Hagi sorgí una escola d'influència coreana, caracteritzada per l'ús de formes senzilles i tonalitats clares, i en destacà la figura d'Ōgata Kenzan, germà d'Ōgata Kōrin. Continuà la ceràmica destinada a la cerimònia del te, decorada amb elements aparentment irregulars i asimètrics, com signes i línies de caràcter quasi abstracte, segons l'ideal d'imperfecció de l'estètica zen. En aquest període es produïren les primeres porcellanes, amb un primer centre productor a Arita, a la prefectura de Saga (anomenada porcellana d'Imari), on el terrisser coreà Yi Sam-pyeong trobà el 1616 un tipus d'argila blanca ideal per a porcellana. Destacaren les escoles de Kakiemon, Nabeshima i Ko-Kutami, que produïren una sèrie de plats, bols i ampolles de sake de gran qualitat i refinament, amb vidriat d'esmalt decorat en color blau, verd, groc, vermell, beix i albergínia pàl·lid. També proliferaren els objectes de laca, metall, marfil i nacre, i assoliren gran qualitat artística objectes com els inro (caixes de medicaments), els netsuke (penjolls esculpits) i els tsuba (guàrdies de sabre).

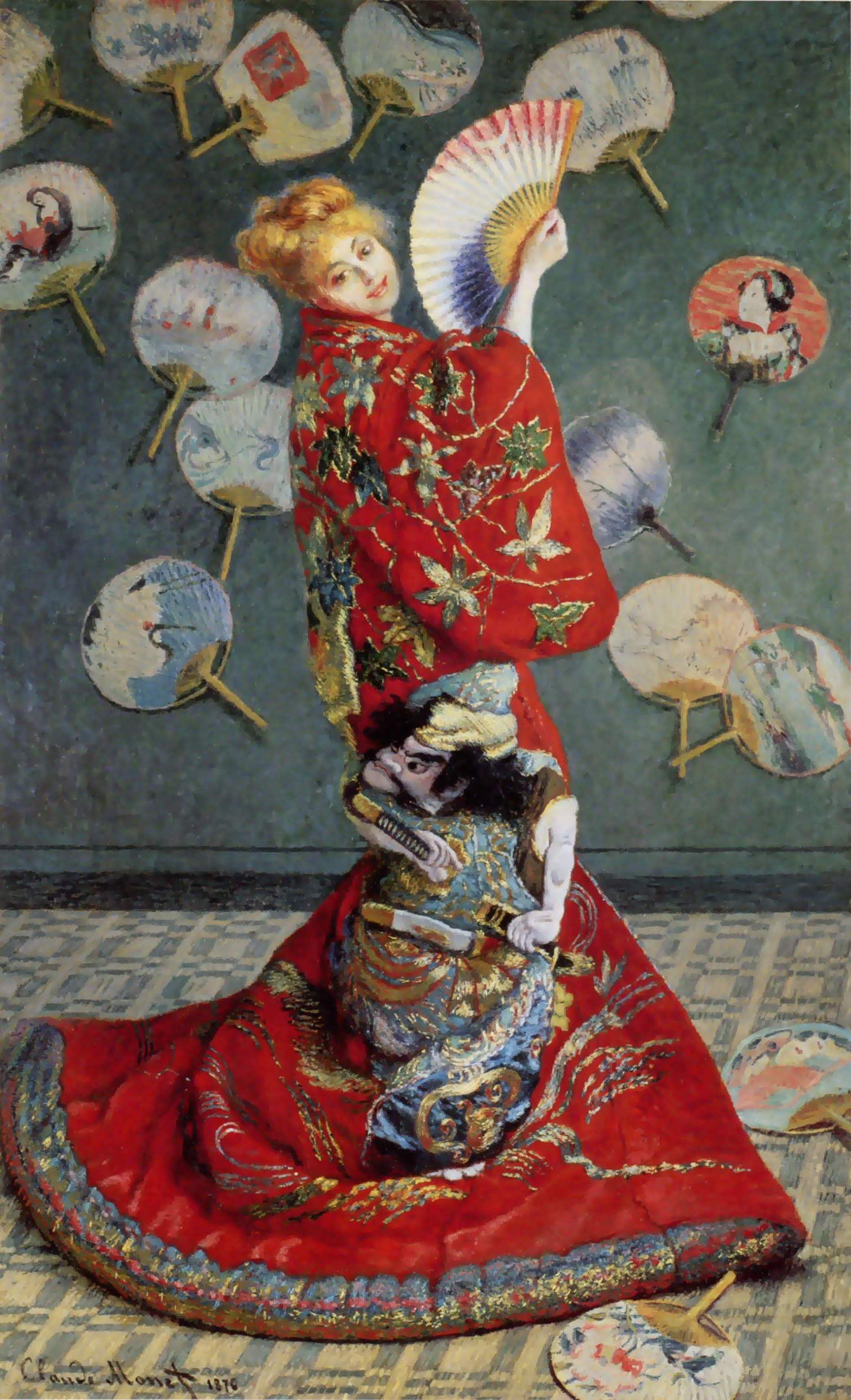
Camille Monet vestida de japonesa (1876), de Claude Monet, Museum of Fine Arts, Boston

D'igual manera, cobrà gran rellevància l'art tèxtil, principalment en seda, que arribà a cotes d'altíssima qualitat, de tal manera que sovint les túniques (kimono) en seda amb brillants colors i refinats dibuixos eren penjades per separar habitacions, com si fossin paravents. S'usaven diverses tècniques, com el tint, el brodat, el brocat, el repujat, els aplicaments i pintures a mà. La seda estava a l'abast tan sols de les classes altes, mentre que el poble vestia de cotó, confeccionat segons la tècnica indonèsia ikat, filat per seccions i tenyit en color anyil alternat amb el blanc. Altra tècnica de menor qualitat era l'entrecreuament de fils de cotó de diversos colors, amb tints casolans aplicats al mode del batik mitjançant una pasta d'arròs i segó d'arròs bullit i espessit.
Cal destacar que, així com al segle xix l'art japonès rebé la influència de l'art occidental, també aquest es veié influït per l'exotisme i la naturalitat de l'art nipó. Sorgí així a Occident l'anomenat japonisme, desenvolupat principalment a la segona meitat del segle xix sobretot a França i Regne Unit. Es posà de manifest en les anomenades japonaiseries, objectes inspirats en les estampes, porcellanes, laques, ventalls i objectes de bambú japonesos, que es posaren de moda tant en la decoració interior com en nombroses peces personals que recollien la fantasia i el decorativisme de l'estètica nipona. En pintura, es rebé amb entusiasme l'estil de l'escola ukiyo-e, i foren molt estimades les obres d'Utamaro, Hiroshige i Hokusai. Els artistes occidentals imitaren la simplificada construcció espacial, els contorns senzills, l'estil cal·ligràfic i la sensibilitat naturalista de la pintura japonesa. Alguns dels principals artistes que van rebre aquesta influència foren: Édouard Manet, James Abbott McNeill Whistler, James Tissot, Mary Cassatt, Pierre Bonnard, Georges Ferdinand Bigot, Claude Monet, Edgar Degas, Pierre-Auguste Renoir, Camille Pissarro, Paul Gauguin, Henri de Toulouse-Lautrec, Vincent van Gogh, Gustav Klimt, etc.

### Època contemporània

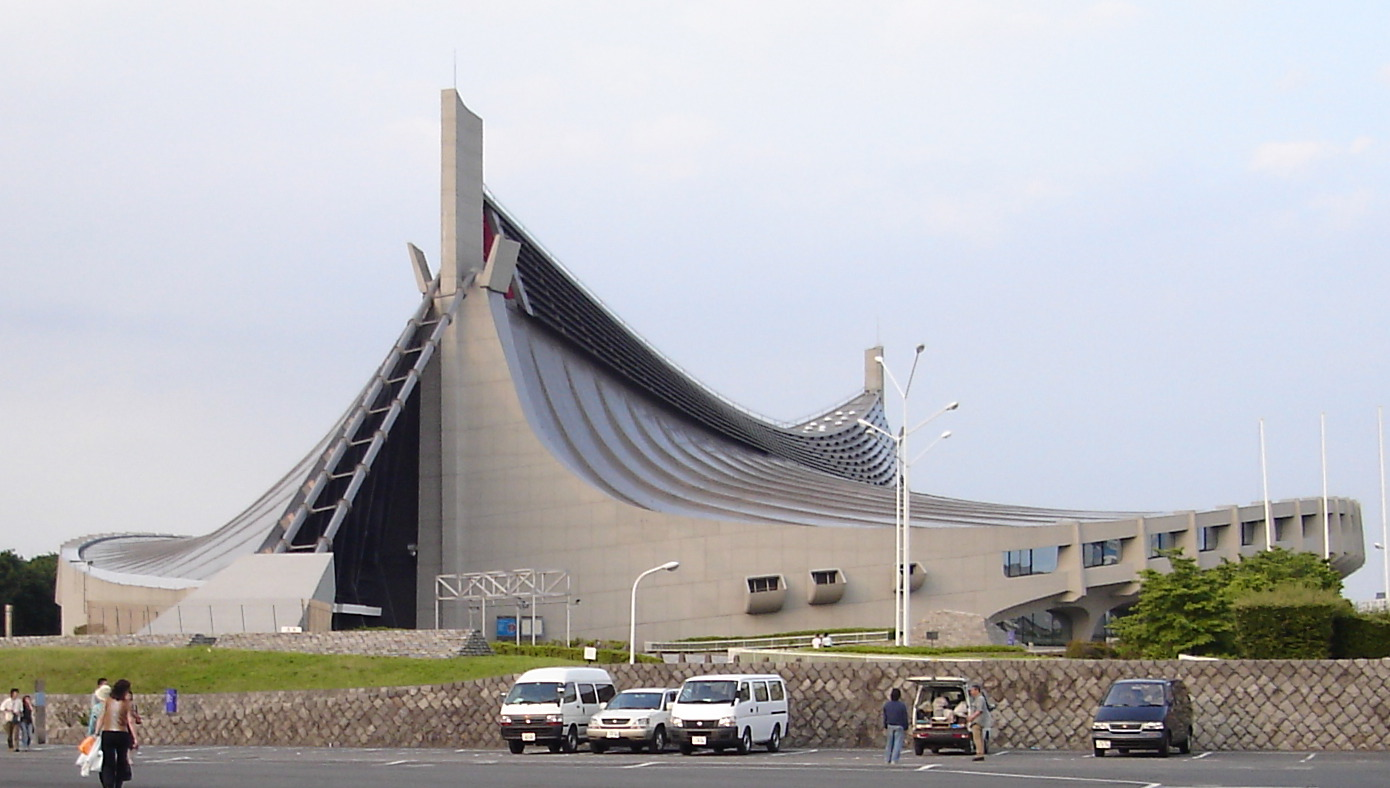
Gimnàs Yoyogi, de Kenzō Tange

En el període Meiji (1868-1912) s'inicià una profunda renovació cultural, social i tecnològica al Japó, que s'obrí més a l'exterior i començà a incorporar els nous avanços aconseguits a Occident. La Carta de 1868 abolí els privilegis feudals i les diferències de classe, cosa que no propicià una millora de les classes proletàries, sumides en la misèria. S'inicià una època de fort expansionisme imperialista, que desembocà en la Segona Guerra Mundial. Després de la guerra, Japó ha viscut un procés de democratització i desenvolupament econòmic que l'ha convertit en una de les principals potències econòmiques mundials i centre punter en producció industrial i innovació tecnològica. A l'era Meiji succeïren les eres Taishō (1912-1926), Shōwa (1926-1989) i Heisei (1989-).
Des de 1930, la progressiva militarització i l'expansió per Xina i el sud d'Àsia, amb el consegüent increment de recursos destinats al pressupost militar, provocà una caiguda en el mecenatge artístic. Malgrat això, amb l'envol econòmic de la postguerra i la nova prosperitat aconseguida amb la industrialització del país, les arts renasqueren, immerses ja plenament en els moviments artístics internacionals deguts al procés de globalització cultural. Tanmateix, la prosperitat econòmica afavorí el col·leccionisme, i es crearen nombrosos museus i centres d'exposicions que han ajudat a la difusió i conservació de l'art japonès i internacional.
En l'àmbit religiós, la instauració durant l'era Meiji del xintoisme com a única religió oficial (Shinbutsu bunri) propicià l'abandó i la destrucció dels temples i obres d'art budista, que hauria sigut irreparable sense la intervenció d'Ernest Fenollosa, catedràtic de filosofia de la Universitat Imperial de Tōkyō, que junt al magnat i mecenes William Bigelow rescataren gran quantitat d'obres que nodriren la col·lecció d'art budista del Museum of Fine Arts de Boston i la Freer Gallery of Art de Washington DC, dues de les millors col·leccions d'art asiàtic del món.
L'arquitectura presenta una doble direcció: la tradicional (santuari Yasukuni, temples d'Heian Jingu i de Meiji, a Tōkyō) i la d'influència europea, que incorpora les noves tecnologies (Museu Yamato Bunkakan, d'Isohachi Yoshida, a Nara). L'occidentalització comportà la construcció de nous edificis com bancs, fàbriques, estacions de tren i edificis públics, construïts amb materials i tècniques occidentals, emulant en un principi (finals del segle xix) l'arquitectura victoriana anglesa. També van treballar al Japó alguns arquitectes estrangers, com Frank Lloyd Wright (hotel Imperial, Tōkyō).

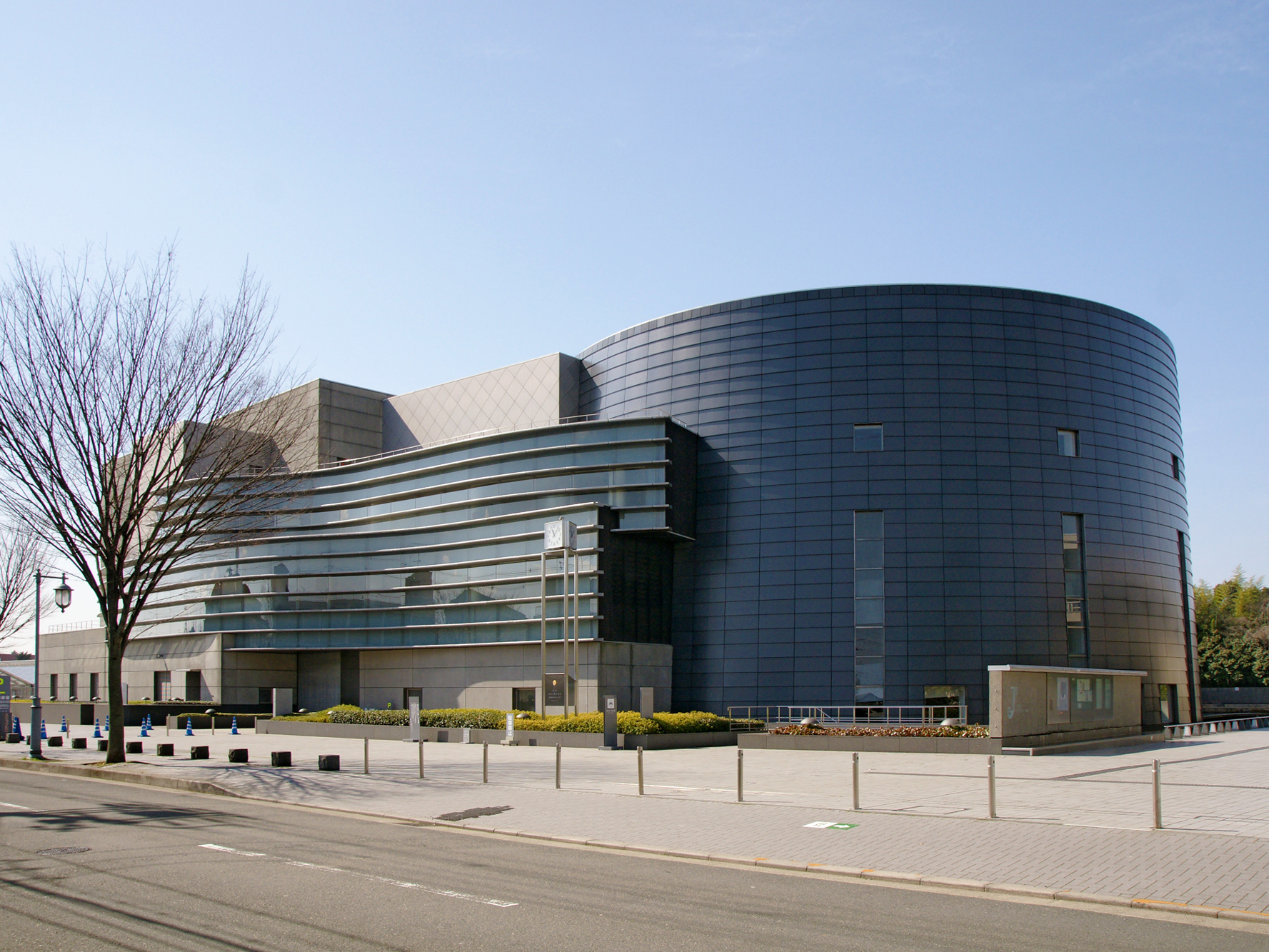
Kyōto Concert Hall, d'Arata Isozaki

L'arquitectura i l'urbanisme van rebre un gran impuls després de la Segona Guerra mundial, per la necessitat de reconstruir el país. Sorgí llavors una nova generació d'arquitectes encapçalada per Kenzō Tange, autor d'obres com el Museu Memorial de la Pau d'Hiroshima, la catedral de Santa Maria de Tòquio, l'Estadi Olímpic per als Jocs Olímpics d'Estiu de 1964, etc. Tange i els seus deixebles desenvoluparen el concepte de l'arquitectura entesa com a metabolisme, considerant els edificis com formes orgàniques que deuen adaptar-se a les necessitats funcionals. Moviment fundat el 1959, tenien una idea de la ciutat del futur habitada per una societat massificada, caracteritzada per estructures flexibles i extensibles amb un creixement similar a l'orgànic. Entre els seus membres, hi hagué Kishō Kurokawa, Akira Shibuya, Youji Watanabe i Kiyonori Kikutake. Altre exponent en fou Maekawa Kunio que, junt a Tange, introduïren les antigues idees estètiques japoneses als rígids edificis contemporanis, utilitzant de nou tècniques i materials tradicionals com el tatami i l'ús de pilars –element constructiu tradicional dels temples japonesos–, o la integració de jardins i escultures en els seus dissenys. Altre principi estètic japonès, el del buit, fou estudiat per Fumihiko Maki en la relació espacial entre l'edifici i el seu entorn.
A partir dels anys 1980 tingué una forta implantació al Japó l'art postmodern, ja que des d'antany ha sigut característica la fusió entre l'element popular i la sofisticació de les formes. Aquest estil ha estat representat fonamentalment per Arata Isozaki, autor del Museu d'Art de Kitakyūshū i del Kyōto Concert Hall. Isozaki estudià amb Tange, i en la seva obra sintetitzà els conceptes occidentals amb idees espacials, funcionals i decoratives típiques del Japó. Per la seva banda, Tadao Andō desenvolupà un estil minimalista, amb gran preocupació per l'aportació de llum i espais oberts a l'aire exterior (capella sobre l'Aigua, Tomanu, Hokkaidō; església de la Llum, Ibaraki, Osaka; Museu dels Nois, Himeji). Shigeru Ban s'ha caracteritzat per l'ús de materials no convencionals, com paper o plàstic: després del terratrèmol de Kōbe de 1995, que deixà moltes persones sense casa, Ban contribuí dissenyant La casa de paper i L'església de paper. En darrer lloc, Toyō Itō ha explorat la imatge física de la ciutat de l'era digital (torre dels Vents, Yokohama; mediateca de Sendai, Sendai; edifici Mikimoto Ginza 2, Tōkyō).
En escultura existí igualment la dualitat tradició-avantguarda, i en destaquen els noms de Yoshi Kinuchi i Romorini Toyofuku, a més dels abstractes Masakazu Horiuchi i Yasuo Mizui, aquest darrer instal·lat a França. Isamu Noguchi i Nagare Masayuki recolliren la rica tradició escultòrica del seu país en obres que estudien el contrast entre la rugositat i la polidesa de la matèria.

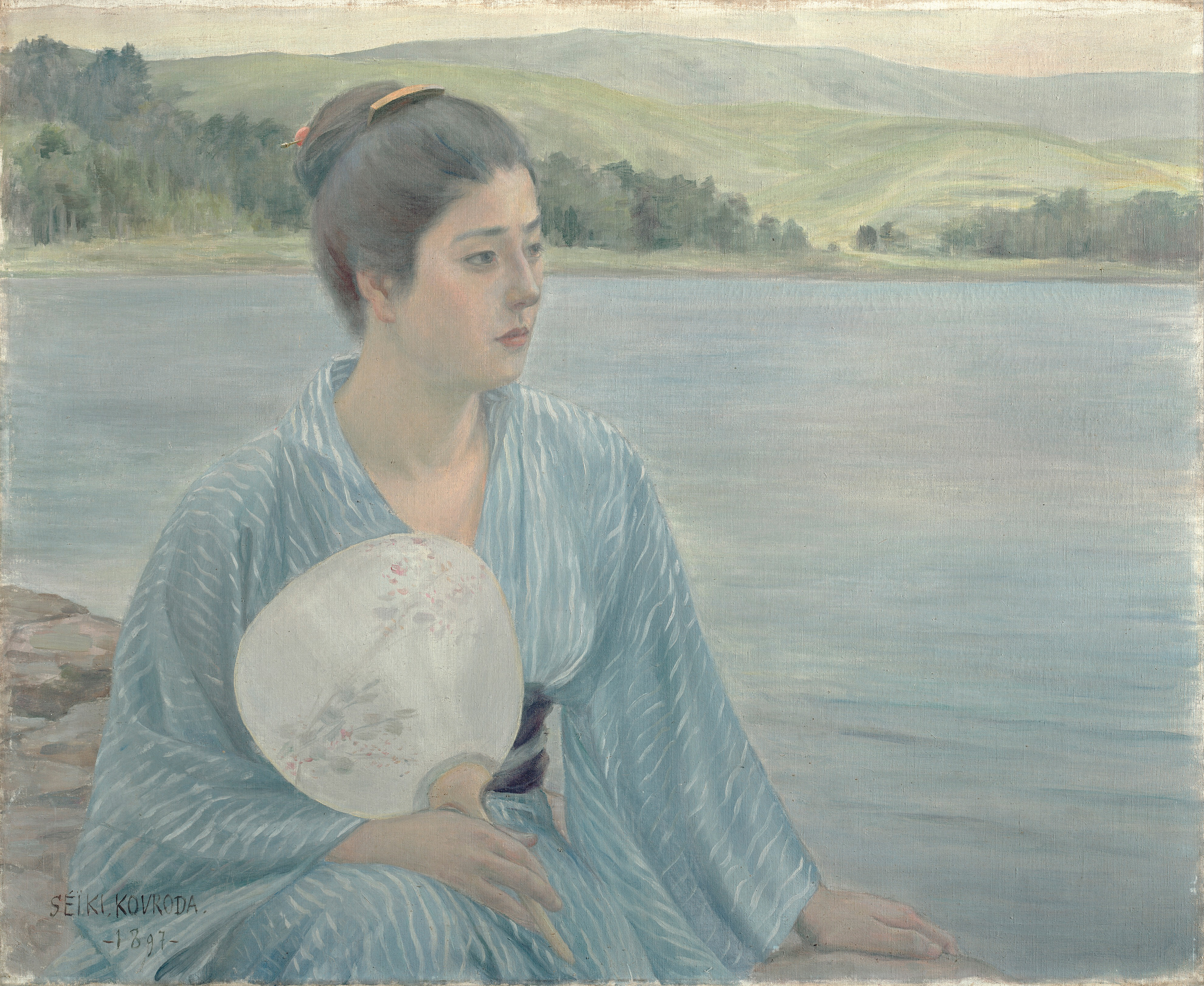
La vorera del llac (1897), de Kuroda Seiki, pintura d'estil occidental (yōga)

La pintura també seguí dos corrents: tradicional (nihonga) i occidentalista (yōga); encara que independent d'ambdós destacà a principis del segle XX la figura de Tomioka Tessai. L'estil nihonga fou promogut a finals del segle xix pel crític d'art Okakura Kakuzō i per l'educador Ernest Fenollosa, cercant en l'art tradicional la forma d'expressió arquetípica de la sensibilitat nipona, encara que aquest estil també rebé alguna influència occidental, sobretot del prerafaelisme i el romanticisme. Estigué representat principalment per Hishida Shunsō, Yokoyama Taikan, Shimomura Kanzan, Maeda Seison i Kobayashi Kokei. La pintura de caràcter europeista es nodrí en primer lloc de les tècniques i temàtiques vigents a Europa a finals del segle xix, vinculades principalment a l'academicisme –com al cas de Kuroda Seiki, que estudià nou anys a París–, però més endavant seguí els distints corrents que s'anaren produint en l'art occidental: el grup Hakubakai recollí la influència impressionista; la pintura abstracta tingué com a figures principals Takeo Yamaguchi i Masanari Munai; entre els artistes figuratius destacaren Fukuda Heichachirō, Tokuoka Shinsen i Higashiyama Kaii. Alguns artistes s'establiren fora del país, com Genichiro Inokuma als Estats Units i Tsuguharu Foujita a França.
Al període Taishō predominà l'estil yōga sobre el nihonga, encara que l'augment en la utilització de la llum i la perspectiva occidentals disminuí les diferències entre ambdós corrents. Així com el nihonga adoptà en bona part les innovacions del postimpressionisme, el yōga manifestà una inclinació per l'eclecticisme, i sorgí una gran diversitat de moviments artístics divergents. Durant aquesta època es creà l'Acadèmia de Belles Arts del Japó (Nihon Bijutsuin). La pintura de l'era Shōwa estigué marcada per l'obra de Yasurio Sotaro i Umehara Ryuzaburo, que introduïren els conceptes d'art pur i pintura abstracta a la tradició nihonga. El 1931 es creà l'Associació d'Art Independent (Dokuritsu Bijutsu Kyokai) per promoure l'art d'avantguarda.
Durant la Segona Guerra Mundial, la censura i els controls governamentals van permetre únicament l'expressió de temes patriòtics. Després de la guerra, els artistes japonesos prosperaren a les grans ciutats –particularment a Tōkyō–, creant un art urbà i cosmopolita, que fou seguint amb devoció les innovacions estilístiques produïdes a nivell internacional, especialment a París i Nova York. Després dels estils abstractes dels anys 1960, als 1970 es tornà al realisme afavorit pel pop art, com es denota en l'obra de Shinohara Ushio. Tot i així, a finals dels anys 1970 hi hagué un retorn a l'art tradicional japonès, en què veien una major expressivitat i força emocional. La tradició del gravat continuà al segle XX en un estil de "gravats creatius" (sosaku hanga) dibuixats i tallats per artistes preferentment d'estil nihonga, com Kawase Hasui, Yoshida Hiroshi i Munakata Shiko.
Entre les darreres tendències, tingué gran repercussió dins de l'anomenat art d'acció el grup Gutai, que assimilà l'experiència de la Segona Guerra mundial amb accions carregades d'ironia, amb un gran sentiment de crispació i una agressivitat latent. Entre els seus membres destaquen: Jirō Yoshihara, Sadamasa Motonaga, Shozo Shimamoto i Katsuō Shiraga. Vinculats a l'art postmodern figuren diversos artistes, immersos en el fenomen recent de la globalització, marcada per la multiculturalitat de les expressions artístiques: Shigeo Toya, Yasumasa Morimura. Altres artistes destacats del Japó contemporani són: Tarō Okamoto, Chuta Kimura, Leiko Ikemura, Michiko Noda, Yasumasa Morimura, Yayoi Kusama, Yoshitaka Amano, Shigeo Fukuda, Shigeko Kubota i Yoshitomo Nara.